# Pandemia de COVID-19 en Costa Rica
La pandemia de COVID-19 en Costa Rica, que inició en China a finales de 2019, se suscitó en el país a partir del 6 de marzo de 2020. El primer caso confirmado se presentó en San José, por parte de una ciudadana estadounidense que arribó a Costa Rica junto a su esposo desde Nueva York, Estados Unidos, uno de ellos asintomático.

## Antecedentes
En febrero de 2020 la Organización Mundial de la Salud dio a conocer la existencia de la enfermedad infecciosa COVID-19, ocasionada por el SARS-CoV-2, tras suscitarse un brote en la ciudad china de Wuhan. Hasta el 29 de marzo de 2020 se han confirmado 713 171 casos de infección en más de 175 países alrededor del mundo.

## Cronología

### Febrero de 2020
| Casos de COVID-19 en Costa Rica Muertes Recuperaciones Casos activos 202020212022marabrmayjunjulagosepoctnovdicenefebmarabrmayjunjulagosepoctnovdicenefebmarÚltimos 15 días | Casos de COVID-19 en Costa Rica Muertes Recuperaciones Casos activos 202020212022marabrmayjunjulagosepoctnovdicenefebmarabrmayjunjulagosepoctnovdicenefebmarÚltimos 15 días | Casos de COVID-19 en Costa Rica Muertes Recuperaciones Casos activos 202020212022marabrmayjunjulagosepoctnovdicenefebmarabrmayjunjulagosepoctnovdicenefebmarÚltimos 15 días | Casos de COVID-19 en Costa Rica Muertes Recuperaciones Casos activos 202020212022marabrmayjunjulagosepoctnovdicenefebmarabrmayjunjulagosepoctnovdicenefebmarÚltimos 15 días | Casos de COVID-19 en Costa Rica Muertes Recuperaciones Casos activos 202020212022marabrmayjunjulagosepoctnovdicenefebmarabrmayjunjulagosepoctnovdicenefebmarÚltimos 15 días |
| --- | --- | --- | --- | --- |
| Fecha | Fecha | | N.º de casos | N.º de muertes |
| 2020-03-06 | 2020-03-06 | | 2(—) | 0(—) |
| 2020-03-07 | 2020-03-07 | | 7(+250%) | 0(—) |
| 2020-03-08 | 2020-03-08 | | 10(+43%) | 0(—) |
| 2020-03-09 | 2020-03-09 | | 12(+20%) | 0(—) |
| 2020-03-10 | 2020-03-10 | | 13(+8,3%) | 0(—) |
| 2020-03-11 | 2020-03-11 | | 22(+69%) | 0(—) |
| 2020-03-12 | 2020-03-12 | | 23(+4,5%) | 0(—) |
| 2020-03-13 | 2020-03-13 | | 26(+13%) | 0(—) |
| 2020-03-14 | 2020-03-14 | | 27(+3,8%) | 0(—) |
| 2020-03-15 | 2020-03-15 | | 35(+30%) | 0(—) |
| 2020-03-16 | 2020-03-16 | | 41(+17%) | 0(—) |
| 2020-03-17 | 2020-03-17 | | 50(+22%) | 0(—) |
| 2020-03-18 | 2020-03-18 | | 69(+38%) | 0(—) |
| 2020-03-19 | 2020-03-19 | | 87(+26%) | 1(—) |
| 2020-03-20 | 2020-03-20 | | 113(+30%) | 2(+100%) |
| 2020-03-21 | 2020-03-21 | | 117(+3,5%) | 2(=) |
| 2020-03-22 | 2020-03-22 | | 134(+15%) | 2(=) |
| 2020-03-23 | 2020-03-23 | | 158(+18%) | 2(=) |
| 2020-03-24 | 2020-03-24 | | 177(+12%) | 2(=) |
| 2020-03-25 | 2020-03-25 | | 201(+14%) | 2(=) |
| 2020-03-26 | 2020-03-26 | | 231(+15%) | 2(=) |
| 2020-03-27 | 2020-03-27 | | 263(+14%) | 2(=) |
| 2020-03-28 | 2020-03-28 | | 295(+12%) | 2(=) |
| 2020-03-29 | 2020-03-29 | | 314(+6,4%) | 2(=) |
| 2020-03-30 | 2020-03-30 | | 330(+5,1%) | 2(=) |
| 2020-03-31 | 2020-03-31 | | 347(+5,2%) | 2(=) |
| 2020-04-01 | 2020-04-01 | | 375(+8,1%) | 2(=) |
| 2020-04-02 | 2020-04-02 | | 396(+5,6%) | 2(=) |
| 2020-04-03 | 2020-04-03 | | 416(+5,1%) | 2(=) |
| 2020-04-04 | 2020-04-04 | | 435(+4,6%) | 2(=) |
| 2020-04-05 | 2020-04-05 | | 454(+4,4%) | 2(=) |
| 2020-04-06 | 2020-04-06 | | 467(+2,9%) | 2(=) |
| 2020-04-07 | 2020-04-07 | | 483(+3,4%) | 2(=) |
| 2020-04-08 | 2020-04-08 | | 502(+3,9%) | 2(=) |
| 2020-04-09 | 2020-04-09 | | 539(+7,4%) | 3(+50%) |
| 2020-04-10 | 2020-04-10 | | 558(+3,5%) | 3(=) |
| 2020-04-11 | 2020-04-11 | | 577(+3,4%) | 3(=) |
| 2020-04-12 | 2020-04-12 | | 595(+3,1%) | 3(=) |
| 2020-04-13 | 2020-04-13 | | 612(+2,9%) | 3(=) |
| 2020-04-14 | 2020-04-14 | | 618(+0,98%) | 3(=) |
| 2020-04-15 | 2020-04-15 | | 626(+1,3%) | 4(+33%) |
| 2020-04-16 | 2020-04-16 | | 642(+2,6%) | 4(=) |
| 2020-04-17 | 2020-04-17 | | 649(+1,1%) | 4(=) |
| 2020-04-18 | 2020-04-18 | | 655(+0,92%) | 4(=) |
| 2020-04-19 | 2020-04-19 | | 660(+0,76%) | 4(=) |
| 2020-04-20 | 2020-04-20 | | 662(+0,3%) | 6(+50%) |
| 2020-04-21 | 2020-04-21 | | 669(+1,1%) | 6(=) |
| 2020-04-22 | 2020-04-22 | | 681(+1,8%) | 6(=) |
| 2020-04-23 | 2020-04-23 | | 686(+0,73%) | 6(=) |
| 2020-04-24 | 2020-04-24 | | 687(+0,15%) | 6(=) |
| 2020-04-25 | 2020-04-25 | | 693(+0,87%) | 6(=) |
| 2020-04-26 | 2020-04-26 | | 695(+0,29%) | 6(=) |
| 2020-04-27 | 2020-04-27 | | 697(+0,29%) | 6(=) |
| 2020-04-28 | 2020-04-28 | | 705(+1,1%) | 6(=) |
| 2020-04-29 | 2020-04-29 | | 713(+1,1%) | 6(=) |
| 2020-04-30 | 2020-04-30 | | 719(+0,84%) | 6(=) |
| 2020-05-01 | 2020-05-01 | | 725(+0,83%) | 6(=) |
| 2020-05-02 | 2020-05-02 | | 733(+1,1%) | 6(=) |
| 2020-05-03 | 2020-05-03 | | 739(+0,82%) | 6(=) |
| 2020-05-04 | 2020-05-04 | | 742(+0,41%) | 6(=) |
| 2020-05-05 | 2020-05-05 | | 755(+1,8%) | 6(=) |
| 2020-05-06 | 2020-05-06 | | 761(+0,79%) | 6(=) |
| 2020-05-07 | 2020-05-07 | | 765(+0,53%) | 6(=) |
| 2020-05-08 | 2020-05-08 | | 773(+1%) | 6(=) |
| 2020-05-09 | 2020-05-09 | | 780(+0,91%) | 6(=) |
| 2020-05-10 | 2020-05-10 | | 792(+1,5%) | 6(=) |
| 2020-05-11 | 2020-05-11 | | 801(+1,1%) | 7(+17%) |
| 2020-05-12 | 2020-05-12 | | 804(+0,37%) | 7(=) |
| 2020-05-13 | 2020-05-13 | | 815(+1,4%) | 7(=) |
| 2020-05-14 | 2020-05-14 | | 830(+1,8%) | 8(+14%) |
| 2020-05-15 | 2020-05-15 | | 843(+1,6%) | 8(=) |
| 2020-05-16 | 2020-05-16 | | 853(+1,2%) | 10(+25%) |
| 2020-05-17 | 2020-05-17 | | 863(+1,2%) | 10(=) |
| 2020-05-18 | 2020-05-18 | | 866(+0,35%) | 10(=) |
| 2020-05-19 | 2020-05-19 | | 882(+1,8%) | 10(=) |
| 2020-05-20 | 2020-05-20 | | 897(+1,7%) | 10(=) |
| 2020-05-21 | 2020-05-21 | | 903(+0,67%) | 10(=) |
| 2020-05-22 | 2020-05-22 | | 911(+0,89%) | 10(=) |
| 2020-05-23 | 2020-05-23 | | 918(+0,77%) | 10(=) |
| 2020-05-24 | 2020-05-24 | | 930(+1,3%) | 10(=) |
| 2020-05-25 | 2020-05-25 | | 951(+2,3%) | 10(=) |
| 2020-05-26 | 2020-05-26 | | 956(+0,53%) | 10(=) |
| 2020-05-27 | 2020-05-27 | | 984(+2,9%) | 10(=) |
| 2020-05-28 | 2020-05-28 | | 1000(+1,6%) | 10(=) |
| 2020-05-29 | 2020-05-29 | | 1022(+2,2%) | 10(=) |
| 2020-05-30 | 2020-05-30 | | 1047(+2,4%) | 10(=) |
| 2020-05-31 | 2020-05-31 | | 1056(+0,86%) | 10(=) |
| 2020-06-01 | 2020-06-01 | | 1084(+2,7%) | 10(=) |
| 2020-06-02 | 2020-06-02 | | 1105(+1,9%) | 10(=) |
| 2020-06-03 | 2020-06-03 | | 1157(+4,7%) | 10(=) |
| 2020-06-04 | 2020-06-04 | | 1194(+3,2%) | 10(=) |
| 2020-06-05 | 2020-06-05 | | 1228(+2,8%) | 10(=) |
| 2020-06-06 | 2020-06-06 | | 1263(+2,9%) | 10(=) |
| 2020-06-07 | 2020-06-07 | | 1318(+4,4%) | 10(=) |
| 2020-06-08 | 2020-06-08 | | 1342(+1,8%) | 10(=) |
| 2020-06-09 | 2020-06-09 | | 1375(+2,5%) | 11(+10%) |
| 2020-06-10 | 2020-06-10 | | 1461(+6,3%) | 12(+9,1%) |
| 2020-06-11 | 2020-06-11 | | 1538(+5,3%) | 12(=) |
| 2020-06-12 | 2020-06-12 | | 1612(+4,8%) | 12(=) |
| 2020-06-13 | 2020-06-13 | | 1662(+3,1%) | 12(=) |
| 2020-06-14 | 2020-06-14 | | 1715(+3,2%) | 12(=) |
| 2020-06-15 | 2020-06-15 | | 1744(+1,7%) | 12(=) |
| 2020-06-16 | 2020-06-16 | | 1796(+3%) | 12(=) |
| 2020-06-17 | 2020-06-17 | | 1871(+4,2%) | 12(=) |
| 2020-06-18 | 2020-06-18 | | 1939(+3,6%) | 12(=) |
| 2020-06-19 | 2020-06-19 | | 2058(+6,1%) | 12(=) |
| 2020-06-20 | 2020-06-20 | | 2127(+3,4%) | 12(=) |
| 2020-06-21 | 2020-06-21 | | 2213(+4%) | 12(=) |
| 2020-06-22 | 2020-06-22 | | 2277(+2,9%) | 12(=) |
| 2020-06-23 | 2020-06-23 | | 2368(+4%) | 12(=) |
| 2020-06-24 | 2020-06-24 | | 2515(+6,2%) | 12(=) |
| 2020-06-25 | 2020-06-25 | | 2684(+6,7%) | 12(=) |
| 2020-06-26 | 2020-06-26 | | 2836(+5,7%) | 12(=) |
| 2020-06-27 | 2020-06-27 | | 2979(+5%) | 13(+8,3%) |
| 2020-06-28 | 2020-06-28 | | 3130(+5,1%) | 15(+15%) |
| 2020-06-29 | 2020-06-29 | | 3269(+4,4%) | 15(=) |
| 2020-06-30 | 2020-06-30 | | 3459(+5,8%) | 16(+6,7%) |
| 2020-07-01 | 2020-07-01 | | 3753(+8,5%) | 16(=) |
| 2020-07-02 | 2020-07-02 | | 4023(+7,2%) | 17(+6,2%) |
| 2020-07-03 | 2020-07-03 | | 4311(+7,2%) | 18(+5,9%) |
| 2020-07-04 | 2020-07-04 | | 4621(+7,2%) | 18(=) |
| 2020-07-05 | 2020-07-05 | | 4996(+8,1%) | 19(+5,6%) |
| 2020-07-06 | 2020-07-06 | | 5241(+4,9%) | 23(+21%) |
| 2020-07-07 | 2020-07-07 | | 5486(+4,7%) | 23(=) |
| 2020-07-08 | 2020-07-08 | | 5836(+6,4%) | 24(+4,3%) |
| 2020-07-09 | 2020-07-09 | | 6485(+11%) | 25(+4,2%) |
| 2020-07-10 | 2020-07-10 | | 6845(+5,6%) | 26(+4%) |
| 2020-07-11 | 2020-07-11 | | 7231(+5,6%) | 28(+7,7%) |
| 2020-07-12 | 2020-07-12 | | 7596(+5%) | 30(+7,1%) |
| 2020-07-13 | 2020-07-13 | | 8036(+5,8%) | 31(+3,3%) |
| 2020-07-14 | 2020-07-14 | | 8482(+5,6%) | 36(+16%) |
| 2020-07-15 | 2020-07-15 | | 8986(+5,9%) | 40(+11%) |
| 2020-07-16 | 2020-07-16 | | 9546(+6,2%) | 42(+5%) |
| 2020-07-17 | 2020-07-17 | | 9969(+4,4%) | 47(+12%) |
| 2020-07-18 | 2020-07-18 | | 10 551(+5,8%) | 54(+15%) |
| 2020-07-19 | 2020-07-19 | | 11 114(+5,3%) | 62(+15%) |
| 2020-07-20 | 2020-07-20 | | 11 534(+3,8%) | 66(+6,5%) |
| 2020-07-21 | 2020-07-21 | | 11 811(+2,4%) | 68(+3%) |
| 2020-07-22 | 2020-07-22 | | 12 361(+4,7%) | 71(+4,4%) |
| 2020-07-23 | 2020-07-23 | | 13 129(+6,2%) | 80(+13%) |
| 2020-07-24 | 2020-07-24 | | 13 669(+4,1%) | 87(+8,8%) |
| 2020-07-25 | 2020-07-25 | | 14 600(+6,8%) | 98(+13%) |
| 2020-07-26 | 2020-07-26 | | 15 229(+4,3%) | 104(+6,1%) |
| 2020-07-27 | 2020-07-27 | | 15 841(+4%) | 115(+11%) |
| 2020-07-28 | 2020-07-28 | | 16 344(+3,2%) | 125(+8,7%) |
| 2020-07-29 | 2020-07-29 | | 16 800(+2,8%) | 133(+6,4%) |
| 2020-07-30 | 2020-07-30 | | 17 290(+2,9%) | 140(+5,3%) |
| 2020-07-31 | 2020-07-31 | | 17 820(+3,1%) | 150(+7,1%) |
| 2020-08-01 | 2020-08-01 | | 18 187(+2,1%) | 154(+2,7%) |
| 2020-08-02 | 2020-08-02 | | 19 015(+4,6%) | 162(+5,2%) |
| 2020-08-03 | 2020-08-03 | | 19 464(+2,4%) | 171(+5,6%) |
| 2020-08-04 | 2020-08-04 | | 20 005(+2,8%) | 181(+5,8%) |
| 2020-08-05 | 2020-08-05 | | 20 683(+3,4%) | 191(+5,5%) |
| 2020-08-06 | 2020-08-06 | | 21 445(+3,7%) | 200(+4,7%) |
| 2020-08-07 | 2020-08-07 | | 22 081(+3%) | 218(+9%) |
| 2020-08-08 | 2020-08-08 | | 22 802(+3,3%) | 228(+4,6%) |
| 2020-08-09 | 2020-08-09 | | 23 286(+2,1%) | 235(+3,1%) |
| 2020-08-10 | 2020-08-10 | | 23 872(+2,5%) | 244(+3,8%) |
| 2020-08-11 | 2020-08-11 | | 24 624(+3,2%) | 255(+4,5%) |
| 2020-08-12 | 2020-08-12 | | 25 303(+2,8%) | 263(+3,1%) |
| 2020-08-13 | 2020-08-13 | | 26 129(+3,3%) | 272(+3,4%) |
| 2020-08-14 | 2020-08-14 | | 26 931(+3,1%) | 281(+3,3%) |
| 2020-08-15 | 2020-08-15 | | 27 737(+3%) | 291(+3,6%) |
| 2020-08-16 | 2020-08-16 | | 28 465(+2,6%) | 294(+1%) |
| 2020-08-17 | 2020-08-17 | | 29 084(+2,2%) | 304(+3,4%) |
| 2020-08-18 | 2020-08-18 | | 29 643(+1,9%) | 314(+3,3%) |
| 2020-08-19 | 2020-08-19 | | 30 409(+2,6%) | 321(+2,2%) |
| 2020-08-20 | 2020-08-20 | | 31 075(+2,2%) | 333(+3,7%) |
| 2020-08-21 | 2020-08-21 | | 32 134(+3,4%) | 340(+2,1%) |
| 2020-08-22 | 2020-08-22 | | 33 084(+3%) | 348(+2,4%) |
| 2020-08-23 | 2020-08-23 | | 33 820(+2,2%) | 355(+2%) |
| 2020-08-24 | 2020-08-24 | | 34 463(+1,9%) | 362(+2%) |
| 2020-08-25 | 2020-08-25 | | 35 305(+2,4%) | 376(+3,9%) |
| 2020-08-26 | 2020-08-26 | | 36 307(+2,8%) | 386(+2,7%) |
| 2020-08-27 | 2020-08-27 | | 37 292(+2,7%) | 397(+2,8%) |
| 2020-08-28 | 2020-08-28 | | 38 485(+3,2%) | 407(+2,5%) |
| 2020-08-29 | 2020-08-29 | | 39 699(+3,2%) | 418(+2,7%) |
| 2020-08-30 | 2020-08-30 | | 40 546(+2,1%) | 429(+2,6%) |
| 2020-08-31 | 2020-08-31 | | 41 287(+1,8%) | 436(+1,6%) |
| 2020-09-01 | 2020-09-01 | | 42 184(+2,2%) | 443(+1,6%) |
| 2020-09-02 | 2020-09-02 | | 43 305(+2,7%) | 453(+2,3%) |
| 2020-09-03 | 2020-09-03 | | 44 458(+2,7%) | 460(+1,5%) |
| 2020-09-04 | 2020-09-04 | | 45 680(+2,7%) | 469(+2%) |
| 2020-09-05 | 2020-09-05 | | 46 920(+2,7%) | 478(+1,9%) |
| 2020-09-06 | 2020-09-06 | | 47 947(+2,2%) | 491(+2,7%) |
| 2020-09-07 | 2020-09-07 | | 48 780(+1,7%) | 510(+3,9%) |
| 2020-09-08 | 2020-09-08 | | 49 897(+2,3%) | 531(+4,1%) |
| 2020-09-09 | 2020-09-09 | | 51 224(+2,7%) | 543(+2,3%) |
| 2020-09-10 | 2020-09-10 | | 52 549(+2,6%) | 567(+4,4%) |
| 2020-09-11 | 2020-09-11 | | 53 969(+2,7%) | 583(+2,8%) |
| 2020-09-12 | 2020-09-12 | | 55 454(+2,8%) | 590(+1,2%) |
| 2020-09-13 | 2020-09-13 | | 56 424(+1,7%) | 605(+2,5%) |
| 2020-09-14 | 2020-09-14 | | 57 361(+1,7%) | 621(+2,6%) |
| 2020-09-15 | 2020-09-15 | | 58 138(+1,4%) | 633(+1,9%) |
| 2020-09-16 | 2020-09-16 | | 59 516(+2,4%) | 649(+2,5%) |
| 2020-09-17 | 2020-09-17 | | 60 818(+2,2%) | 666(+2,6%) |
| 2020-09-18 | 2020-09-18 | | 62 374(+2,6%) | 686(+3%) |
| 2020-09-19 | 2020-09-19 | | 63 712(+2,1%) | 706(+2,9%) |
| 2020-09-20 | 2020-09-20 | | 64 899(+1,9%) | 727(+3%) |
| 2020-09-21 | 2020-09-21 | | 65 602(+1,1%) | 745(+2,5%) |
| 2020-09-22 | 2020-09-22 | | 66 689(+1,7%) | 760(+2%) |
| 2020-09-23 | 2020-09-23 | | 68 059(+2,1%) | 781(+2,8%) |
| 2020-09-24 | 2020-09-24 | | 69 459(+2,1%) | 795(+1,8%) |
| 2020-09-25 | 2020-09-25 | | 70 816(+2%) | 812(+2,1%) |
| 2020-09-26 | 2020-09-26 | | 72 049(+1,7%) | 828(+2%) |
| 2020-09-27 | 2020-09-27 | | 72 984(+1,3%) | 847(+2,3%) |
| 2020-09-28 | 2020-09-28 | | 73 714(+1%) | 861(+1,7%) |
| 2020-09-29 | 2020-09-29 | | 74 604(+1,2%) | 880(+2,2%) |
| 2020-09-30 | 2020-09-30 | | 75 760(+1,5%) | 904(+2,7%) |
| 2020-10-01 | 2020-10-01 | | 76 828(+1,4%) | 917(+1,4%) |
| 2020-10-02 | 2020-10-02 | | 77 829(+1,3%) | 930(+1,4%) |
| 2020-10-03 | 2020-10-03 | | 79 182(+1,7%) | 950(+2,2%) |
| 2020-10-04 | 2020-10-04 | | 80 407(+1,5%) | 971(+2,2%) |
| 2020-10-05 | 2020-10-05 | | 81 129(+0,9%) | 987(+1,6%) |
| 2020-10-06 | 2020-10-06 | | 82 142(+1,2%) | 1004(+1,7%) |
| 2020-10-07 | 2020-10-07 | | 83 497(+1,6%) | 1024(+2%) |
| 2020-10-08 | 2020-10-08 | | 84 828(+1,6%) | 1040(+1,6%) |
| 2020-10-09 | 2020-10-09 | | 86 053(+1,4%) | 1055(+1,4%) |
| 2020-10-10 | 2020-10-10 | | 87 439(+1,6%) | 1076(+2%) |
| 2020-10-11 | 2020-10-11 | | 88 490(+1,2%) | 1090(+1,3%) |
| 2020-10-12 | 2020-10-12 | | 89 223(+0,83%) | 1108(+1,7%) |
| 2020-10-13 | 2020-10-13 | | 90 238(+1,1%) | 1124(+1,4%) |
| 2020-10-14 | 2020-10-14 | | 91 780(+1,7%) | 1134(+0,89%) |
| 2020-10-15 | 2020-10-15 | | 93 152(+1,5%) | 1159(+2,2%) |
| 2020-10-16 | 2020-10-16 | | 94 348(+1,3%) | 1168(+0,78%) |
| 2020-10-17 | 2020-10-17 | | 95 514(+1,2%) | 1183(+1,3%) |
| 2020-10-18 | 2020-10-18 | | 96 443(+0,97%) | 1194(+0,93%) |
| 2020-10-19 | 2020-10-19 | | 97 075(+0,66%) | 1204(+0,84%) |
| 2020-10-20 | 2020-10-20 | | 97 922(+0,87%) | 1222(+1,5%) |
| 2020-10-21 | 2020-10-21 | | 99 425(+1,5%) | 1236(+1,1%) |
| 2020-10-22 | 2020-10-22 | | 100 616(+1,2%) | 1251(+1,2%) |
| 2020-10-23 | 2020-10-23 | | 101 826(+1,2%) | 1265(+1,1%) |
| 2020-10-24 | 2020-10-24 | | 103 088(+1,2%) | 1282(+1,3%) |
| 2020-10-25 | 2020-10-25 | | 103 949(+0,84%) | 1298(+1,2%) |
| 2020-10-26 | 2020-10-26 | | 104 460(+0,49%) | 1312(+1,1%) |
| 2020-10-27 | 2020-10-27 | | 105 322(+0,83%) | 1329(+1,3%) |
| 2020-10-28 | 2020-10-28 | | 106 553(+1,2%) | 1340(+0,83%) |
| 2020-10-29 | 2020-10-29 | | 107 570(+0,95%) | 1357(+1,3%) |
| 2020-10-30 | 2020-10-30 | | 108 866(+1,2%) | 1371(+1%) |
| 2020-10-31 | 2020-10-31 | | 109 971(+1%) | 1385(+1%) |
| 2020-11-01 | 2020-11-01 | | 110 717(+0,68%) | 1396(+0,79%) |
| 2020-11-02 | 2020-11-02 | | 111 257(+0,49%) | 1404(+0,57%) |
| 2020-11-03 | 2020-11-03 | | 112 120(+0,78%) | 1419(+1,1%) |
| 2020-11-04 | 2020-11-04 | | 113 261(+1%) | 1431(+0,85%) |
| 2020-11-05 | 2020-11-05 | | 114 367(+0,98%) | 1444(+0,91%) |
| 2020-11-06 | 2020-11-06 | | 115 417(+0,92%) | 1453(+0,62%) |
| 2020-11-07 | 2020-11-07 | | 116 363(+0,82%) | 1464(+0,76%) |
| 2020-11-08 | 2020-11-08 | | 117 099(+0,63%) | 1476(+0,82%) |
| 2020-11-09 | 2020-11-09 | | 117 587(+0,42%) | 1491(+1%) |
| 2020-11-10 | 2020-11-10 | | 118 566(+0,83%) | 1502(+0,74%) |
| 2020-11-11 | 2020-11-11 | | 119 768(+1%) | 1513(+0,73%) |
| 2020-11-12 | 2020-11-12 | | 120 939(+0,98%) | 1527(+0,93%) |
| 2020-11-13 | 2020-11-13 | | 122 123(+0,98%) | 1537(+0,65%) |
| 2020-11-14 | 2020-11-14 | | 123 223(+0,9%) | 1546(+0,59%) |
| 2020-11-15 | 2020-11-15 | | 123 949(+0,59%) | 1555(+0,58%) |
| 2020-11-16 | 2020-11-16 | | 124 592(+0,52%) | 1566(+0,71%) |
| 2020-11-17 | 2020-11-17 | | 125 590(+0,8%) | 1578(+0,77%) |
| 2020-11-18 | 2020-11-18 | | 127 012(+1,1%) | 1588(+0,63%) |
| 2020-11-19 | 2020-11-19 | | 128 231(+0,96%) | 1599(+0,69%) |
| 2020-11-20 | 2020-11-20 | | 129 418(+0,93%) | 1608(+0,56%) |
| 2020-11-21 | 2020-11-21 | | 130 722(+1%) | 1624(+1%) |
| 2020-11-22 | 2020-11-22 | | 131 677(+0,73%) | 1634(+0,62%) |
| 2020-11-23 | 2020-11-23 | | 132 295(+0,47%) | 1641(+0,43%) |
| 2020-11-24 | 2020-11-24 | | 133 190(+0,68%) | 1662(+1,3%) |
| 2020-11-25 | 2020-11-25 | | 134 520(+1%) | 1674(+0,72%) |
| 2020-11-26 | 2020-11-26 | | 135 742(+0,91%) | 1679(+0,3%) |
| 2020-11-27 | 2020-11-27 | | 137 093(+1%) | 1690(+0,66%) |
| 2020-11-28 | 2020-11-28 | | 138 248(+0,84%) | 1700(+0,59%) |
| 2020-11-29 | 2020-11-29 | | 139 099(+0,62%) | 1715(+0,88%) |
| 2020-11-30 | 2020-11-30 | | 139 638(+0,39%) | 1726(+0,64%) |
| 2020-12-01 | 2020-12-01 | | 140 172(+0,38%) | 1731(+0,29%) |
| 2020-12-02 | 2020-12-02 | | 141 340(+0,83%) | 1739(+0,46%) |
| 2020-12-03 | 2020-12-03 | | 142 505(+0,82%) | 1757(+1%) |
| 2020-12-04 | 2020-12-04 | | 143 685(+0,83%) | 1773(+0,91%) |
| 2020-12-05 | 2020-12-05 | | 144 891(+0,84%) | 1793(+1,1%) |
| 2020-12-06 | 2020-12-06 | | 145 845(+0,66%) | 1810(+0,95%) |
| 2020-12-07 | 2020-12-07 | | 146 421(+0,39%) | 1825(+0,83%) |
| 2020-12-08 | 2020-12-08 | | 147 430(+0,69%) | 1846(+1,2%) |
| 2020-12-09 | 2020-12-09 | | 148 688(+0,85%) | 1864(+0,98%) |
| 2020-12-10 | 2020-12-10 | | 149 815(+0,76%) | 1882(+0,97%) |
| 2020-12-11 | 2020-12-11 | | 150 947(+0,76%) | 1895(+0,69%) |
| 2020-12-12 | 2020-12-12 | | 152 096(+0,76%) | 1913(+0,95%) |
| 2020-12-13 | 2020-12-13 | | 152 620(+0,34%) | 1921(+0,42%) |
| 2020-12-14 | 2020-12-14 | | 153 169(+0,36%) | 1936(+0,78%) |
| 2020-12-15 | 2020-12-15 | | 154 096(+0,61%) | 1956(+1%) |
| 2020-12-16 | 2020-12-16 | | 155 263(+0,76%) | 1967(+0,56%) |
| 2020-12-17 | 2020-12-17 | | 156 388(+0,72%) | 1980(+0,66%) |
| 2020-12-18 | 2020-12-18 | | 157 472(+0,69%) | 1996(+0,81%) |
| 2020-12-19 | 2020-12-19 | | 158 491(+0,65%) | 2011(+0,75%) |
| 2020-12-20 | 2020-12-20 | | 159 258(+0,48%) | 2023(+0,6%) |
| 2020-12-21 | 2020-12-21 | | 159 893(+0,4%) | 2037(+0,69%) |
| 2020-12-22 | 2020-12-22 | | 160 804(+0,57%) | 2051(+0,69%) |
| 2020-12-23 | 2020-12-23 | | 161 942(+0,71%) | 2065(+0,68%) |
| 2020-12-24 | 2020-12-24 | | 162 990(+0,65%) | 2086(+1%) |
| 2020-12-25 | 2020-12-25 | | 164 062(+0,66%) | 2103(+0,81%) |
| 2020-12-26 | 2020-12-26 | | 164 607(+0,33%) | 2117(+0,67%) |
| 2020-12-27 | 2020-12-27 | | 165 204(+0,36%) | 2134(+0,8%) |
| 2020-12-28 | 2020-12-28 | | 165 762(+0,34%) | 2144(+0,47%) |
| 2020-12-29 | 2020-12-29 | | 166 799(+0,63%) | 2156(+0,56%) |
| 2020-12-30 | 2020-12-30 | | 168 114(+0,79%) | 2171(+0,7%) |
| 2020-12-31 | 2020-12-31 | | 169 321(+0,72%) | 2185(+0,64%) |
| 2021-01-01 | 2021-01-01 | | 170 591(+0,75%) | 2193(+0,37%) |
| 2021-01-02 | 2021-01-02 | | 171 130(+0,32%) | 2205(+0,55%) |
| 2021-01-03 | 2021-01-03 | | 171 719(+0,34%) | 2218(+0,59%) |
| 2021-01-04 | 2021-01-04 | | 172 436(+0,42%) | 2229(+0,5%) |
| 2021-01-05 | 2021-01-05 | | 173 591(+0,67%) | 2248(+0,85%) |
| 2021-01-06 | 2021-01-06 | | 175 038(+0,83%) | 2267(+0,85%) |
| 2021-01-07 | 2021-01-07 | | 176 407(+0,78%) | 2286(+0,84%) |
| 2021-01-08 | 2021-01-08 | | 177 614(+0,68%) | 2305(+0,83%) |
| 2021-01-09 | 2021-01-09 | | 178 649(+0,58%) | 2322(+0,74%) |
| 2021-01-10 | 2021-01-10 | | 179 405(+0,42%) | 2338(+0,69%) |
| 2021-01-11 | 2021-01-11 | | 180 061(+0,37%) | 2353(+0,64%) |
| 2021-01-12 | 2021-01-12 | | 181 093(+0,57%) | 2367(+0,59%) |
| 2021-01-13 | 2021-01-13 | | 182 156(+0,59%) | 2384(+0,72%) |
| 2021-01-14 | 2021-01-14 | | 183 242(+0,6%) | 2401(+0,71%) |
| 2021-01-15 | 2021-01-15 | | 184 187(+0,52%) | 2416(+0,62%) |
| 2021-01-16 | 2021-01-16 | | 185 145(+0,52%) | 2433(+0,7%) |
| 2021-01-17 | 2021-01-17 | | 185 653(+0,27%) | 2449(+0,66%) |
| 2021-01-18 | 2021-01-18 | | 186 016(+0,2%) | 2458(+0,37%) |
| 2021-01-19 | 2021-01-19 | | 186 877(+0,46%) | 2477(+0,77%) |
| 2021-01-20 | 2021-01-20 | | 187 712(+0,45%) | 2492(+0,61%) |
| 2021-01-21 | 2021-01-21 | | 188 477(+0,41%) | 2506(+0,56%) |
| 2021-01-22 | 2021-01-22 | | 189 308(+0,44%) | 2518(+0,48%) |
| 2021-01-23 | 2021-01-23 | | 189 959(+0,34%) | 2532(+0,56%) |
| 2021-01-24 | 2021-01-24 | | 190 390(+0,23%) | 2543(+0,43%) |
| 2021-01-25 | 2021-01-25 | | 190 745(+0,19%) | 2558(+0,59%) |
| 2021-01-26 | 2021-01-26 | | 191 345(+0,31%) | 2567(+0,35%) |
| 2021-01-27 | 2021-01-27 | | 192 066(+0,38%) | 2584(+0,66%) |
| 2021-01-28 | 2021-01-28 | | 192 637(+0,3%) | 2599(+0,58%) |
| 2021-01-29 | 2021-01-29 | | 193 276(+0,33%) | 2604(+0,19%) |
| 2021-01-30 | 2021-01-30 | | 193 844(+0,29%) | 2612(+0,31%) |
| 2021-01-31 | 2021-01-31 | | 194 280(+0,22%) | 2627(+0,57%) |
| 2021-02-01 | 2021-02-01 | | 194 569(+0,15%) | 2634(+0,27%) |
| 2021-02-02 | 2021-02-02 | | 195 009(+0,23%) | 2641(+0,27%) |
| 2021-02-03 | 2021-02-03 | | 195 537(+0,27%) | 2650(+0,34%) |
| 2021-02-04 | 2021-02-04 | | 195 992(+0,23%) | 2662(+0,45%) |
| 2021-02-05 | 2021-02-05 | | 196 438(+0,23%) | 2672(+0,38%) |
| 2021-02-06 | 2021-02-06 | | 196 944(+0,26%) | 2680(+0,3%) |
| 2021-02-07 | 2021-02-07 | | 197 225(+0,14%) | 2687(+0,26%) |
| 2021-02-08 | 2021-02-08 | | 197 435(+0,11%) | 2692(+0,19%) |
| 2021-02-09 | 2021-02-09 | | 197 852(+0,21%) | 2698(+0,22%) |
| 2021-02-10 | 2021-02-10 | | 198 338(+0,25%) | 2701(+0,11%) |
| 2021-02-11 | 2021-02-11 | | 198 756(+0,21%) | 2710(+0,33%) |
| 2021-02-12 | 2021-02-12 | | 199 187(+0,22%) | 2714(+0,15%) |
| 2021-02-13 | 2021-02-13 | | 199 577(+0,2%) | 2719(+0,18%) |
| 2021-02-14 | 2021-02-14 | | 199 842(+0,13%) | 2723(+0,15%) |
| 2021-02-15 | 2021-02-15 | | 200 024(+0,09%) | 2730(+0,26%) |
| 2021-02-16 | 2021-02-16 | | 200 454(+0,21%) | 2737(+0,26%) |
| 2021-02-17 | 2021-02-17 | | 200 888(+0,22%) | 2745(+0,29%) |
| 2021-02-18 | 2021-02-18 | | 201 241(+0,18%) | 2756(+0,4%) |
| 2021-02-19 | 2021-02-19 | | 201 678(+0,22%) | 2763(+0,25%) |
| 2021-02-20 | 2021-02-20 | | 202 227(+0,27%) | 2771(+0,29%) |
| 2021-02-21 | 2021-02-21 | | 202 466(+0,12%) | 2777(+0,22%) |
| 2021-02-22 | 2021-02-22 | | 202 674(+0,1%) | 2782(+0,18%) |
| 2021-02-23 | 2021-02-23 | | 203 097(+0,21%) | 2785(+0,11%) |
| 2021-02-24 | 2021-02-24 | | 203 496(+0,2%) | 2793(+0,29%) |
| 2021-02-25 | 2021-02-25 | | 203 914(+0,21%) | 2796(+0,11%) |
| 2021-02-26 | 2021-02-26 | | 204 341(+0,21%) | 2800(+0,14%) |
| 2021-02-27 | 2021-02-27 | | 204 706(+0,18%) | 2803(+0,11%) |
| 2021-02-28 | 2021-02-28 | | 204 906(+0,1%) | 2806(+0,11%) |
| 2021-03-01 | 2021-03-01 | | 205 086(+0,09%) | 2812(+0,21%) |
| 2021-03-02 | 2021-03-02 | | 205 514(+0,21%) | 2820(+0,28%) |
| 2021-03-03 | 2021-03-03 | | 205 890(+0,18%) | 2824(+0,14%) |
| 2021-03-04 | 2021-03-04 | | 206 293(+0,2%) | 2829(+0,18%) |
| 2021-03-05 | 2021-03-05 | | 206 640(+0,17%) | 2833(+0,14%) |
| 2021-03-06 | 2021-03-06 | | 207 056(+0,2%) | 2835(+0,07%) |
| 2021-03-07 | 2021-03-07 | | 207 272(+0,1%) | 2838(+0,11%) |
| 2021-03-08 | 2021-03-08 | | 207 460(+0,09%) | 2841(+0,11%) |
| 2021-03-09 | 2021-03-09 | | 207 832(+0,18%) | 2848(+0,25%) |
| 2021-03-10 | 2021-03-10 | | 208 244(+0,2%) | 2852(+0,14%) |
| 2021-03-11 | 2021-03-11 | | 208 717(+0,23%) | 2859(+0,25%) |
| 2021-03-12 | 2021-03-12 | | 209 093(+0,18%) | 2862(+0,1%) |
| 2021-03-13 | 2021-03-13 | | 209 573(+0,23%) | 2867(+0,17%) |
| 2021-03-14 | 2021-03-14 | | 209 840(+0,13%) | 2875(+0,28%) |
| 2021-03-15 | 2021-03-15 | | 210 016(+0,08%) | 2881(+0,21%) |
| 2021-03-16 | 2021-03-16 | | 210 447(+0,21%) | 2886(+0,17%) |
| 2021-03-17 | 2021-03-17 | | 210 948(+0,24%) | 2891(+0,17%) |
| 2021-03-18 | 2021-03-18 | | 211 433(+0,23%) | 2894(+0,1%) |
| 2021-03-19 | 2021-03-19 | | 211 903(+0,22%) | 2896(+0,07%) |
| 2021-03-20 | 2021-03-20 | | 212 390(+0,23%) | 2897(+0,03%) |
| 2021-03-21 | 2021-03-21 | | 212 670(+0,13%) | 2900(+0,1%) |
| 2021-03-22 | 2021-03-22 | | 212 925(+0,12%) | 2904(+0,14%) |
| 2021-03-23 | 2021-03-23 | | 213 438(+0,24%) | 2908(+0,14%) |
| 2021-03-24 | 2021-03-24 | | 213 999(+0,26%) | 2914(+0,21%) |
| 2021-03-25 | 2021-03-25 | | 214 608(+0,28%) | 2923(+0,31%) |
| 2021-03-26 | 2021-03-26 | | 215 178(+0,27%) | 2931(+0,27%) |
| 2021-03-27 | 2021-03-27 | | 215 706(+0,25%) | 2936(+0,17%) |
| 2021-03-28 | 2021-03-28 | | 216 010(+0,14%) | 2942(+0,2%) |
| 2021-03-29 | 2021-03-29 | | 216 268(+0,12%) | 2949(+0,24%) |
| 2021-03-30 | 2021-03-30 | | 216 764(+0,23%) | 2957(+0,27%) |
| 2021-03-31 | 2021-03-31 | | 217 346(+0,27%) | 2965(+0,27%) |
| 2021-04-01 | 2021-04-01 | | 217 884(+0,25%) | 2970(+0,17%) |
| 2021-04-02 | 2021-04-02 | | 218 156(+0,12%) | 2974(+0,13%) |
| 2021-04-03 | 2021-04-03 | | 218 449(+0,13%) | 2981(+0,24%) |
| 2021-04-04 | 2021-04-04 | | 218 808(+0,16%) | 2983(+0,07%) |
| 2021-04-05 | 2021-04-05 | | 219 162(+0,16%) | 2992(+0,3%) |
| 2021-04-06 | 2021-04-06 | | 219 846(+0,31%) | 3000(+0,27%) |
| 2021-04-07 | 2021-04-07 | | 220 753(+0,41%) | 3004(+0,13%) |
| 2021-04-08 | 2021-04-08 | | 221 630(+0,4%) | 3011(+0,23%) |
| 2021-04-09 | 2021-04-09 | | 222 544(+0,41%) | 3018(+0,23%) |
| 2021-04-10 | 2021-04-10 | | 223 435(+0,4%) | 3024(+0,2%) |
| 2021-04-11 | 2021-04-11 | | 223 917(+0,22%) | 3030(+0,2%) |
| 2021-04-12 | 2021-04-12 | | 224 386(+0,21%) | 3036(+0,2%) |
| 2021-04-13 | 2021-04-13 | | 225 343(+0,43%) | 3044(+0,26%) |
| 2021-04-14 | 2021-04-14 | | 226 412(+0,47%) | 3054(+0,33%) |
| 2021-04-15 | 2021-04-15 | | 227 533(+0,5%) | 3065(+0,36%) |
| 2021-04-16 | 2021-04-16 | | 228 577(+0,46%) | 3071(+0,2%) |
| 2021-04-17 | 2021-04-17 | | 229 637(+0,46%) | 3084(+0,42%) |
| 2021-04-18 | 2021-04-18 | | 230 301(+0,29%) | 3091(+0,23%) |
| 2021-04-19 | 2021-04-19 | | 230 837(+0,23%) | 3099(+0,26%) |
| 2021-04-20 | 2021-04-20 | | 231 967(+0,49%) | 3104(+0,16%) |
| 2021-04-21 | 2021-04-21 | | 233 498(+0,66%) | 3115(+0,35%) |
| 2021-04-22 | 2021-04-22 | | 235 274(+0,76%) | 3125(+0,32%) |
| 2021-04-23 | 2021-04-23 | | 236 930(+0,7%) | 3136(+0,35%) |
| 2021-04-24 | 2021-04-24 | | 238 760(+0,77%) | 3143(+0,22%) |
| 2021-04-25 | 2021-04-25 | | 240 037(+0,53%) | 3158(+0,48%) |
| 2021-04-26 | 2021-04-26 | | 241 240(+0,5%) | 3168(+0,32%) |
| 2021-04-27 | 2021-04-27 | | 243 167(+0,8%) | 3186(+0,57%) |
| 2021-04-28 | 2021-04-28 | | 245 601(+1%) | 3202(+0,5%) |
| 2021-04-29 | 2021-04-29 | | 248 382(+1,1%) | 3217(+0,47%) |
| 2021-04-30 | 2021-04-30 | | 250 991(+1,1%) | 3231(+0,44%) |
| 2021-05-01 | 2021-05-01 | | 252 982(+0,79%) | 3254(+0,71%) |
| 2021-05-02 | 2021-05-02 | | 254 821(+0,73%) | 3266(+0,37%) |
| 2021-05-03 | 2021-05-03 | | 256 676(+0,73%) | 3290(+0,73%) |
| 2021-05-04 | 2021-05-04 | | 257 980(+0,51%) | 3310(+0,61%) |
| 2021-05-05 | 2021-05-05 | | 260 535(+0,99%) | 3326(+0,48%) |
| 2021-05-06 | 2021-05-06 | | 263 094(+0,98%) | 3341(+0,45%) |
| 2021-05-07 | 2021-05-07 | | 265 486(+0,91%) | 3365(+0,72%) |
| 2021-05-08 | 2021-05-08 | | 267 515(+0,76%) | 3386(+0,62%) |
| 2021-05-09 | 2021-05-09 | | 269 978(+0,92%) | 3409(+0,68%) |
| 2021-05-10 | 2021-05-10 | | 271 478(+0,56%) | 3430(+0,62%) |
| 2021-05-11 | 2021-05-11 | | 273 714(+0,82%) | 3456(+0,76%) |
| 2021-05-12 | 2021-05-12 | | 276 887(+1,2%) | 3482(+0,75%) |
| 2021-05-13 | 2021-05-13 | | 279 926(+1,1%) | 3514(+0,92%) |
| 2021-05-14 | 2021-05-14 | | 282 741(+1%) | 3547(+0,94%) |
| 2021-05-15 | 2021-05-15 | | 285 536(+0,99%) | 3571(+0,68%) |
| 2021-05-16 | 2021-05-16 | | 287 304(+0,62%) | 3593(+0,62%) |
| 2021-05-17 | 2021-05-17 | | 288 626(+0,46%) | 3625(+0,89%) |
| 2021-05-18 | 2021-05-18 | | 290 920(+0,79%) | 3673(+1,3%) |
| 2021-05-19 | 2021-05-19 | | 293 820(+1%) | 3696(+0,63%) |
| 2021-05-20 | 2021-05-20 | | 296 632(+0,96%) | 3736(+1,1%) |
| 2021-05-21 | 2021-05-21 | | 299 219(+0,87%) | 3765(+0,78%) |
| 2021-05-22 | 2021-05-22 | | 301 664(+0,82%) | 3797(+0,85%) |
| 2021-05-23 | 2021-05-23 | | 303 390(+0,57%) | 3820(+0,61%) |
| 2021-05-24 | 2021-05-24 | | 304 529(+0,38%) | 3849(+0,76%) |
| 2021-05-25 | 2021-05-25 | | 306 899(+0,78%) | 3877(+0,73%) |
| 2021-05-26 | 2021-05-26 | | 309 486(+0,84%) | 3908(+0,8%) |
| 2021-05-27 | 2021-05-27 | | 311 922(+0,79%) | 3929(+0,54%) |
| 2021-05-28 | 2021-05-28 | | 314 102(+0,7%) | 3962(+0,84%) |
| 2021-05-29 | 2021-05-29 | | 316 440(+0,74%) | 3993(+0,78%) |
| 2021-05-30 | 2021-05-30 | | 317 845(+0,44%) | 4022(+0,73%) |
| 2021-05-31 | 2021-05-31 | | 318 986(+0,36%) | 4041(+0,47%) |
| 2021-06-01 | 2021-06-01 | | 321 279(+0,72%) | 4074(+0,82%) |
| 2021-06-02 | 2021-06-02 | | 323 598(+0,72%) | 4098(+0,59%) |
| 2021-06-03 | 2021-06-03 | | 325 779(+0,67%) | 4124(+0,63%) |
| 2021-06-04 | 2021-06-04 | | 327 979(+0,68%) | 4153(+0,7%) |
| 2021-06-05 | 2021-06-05 | | 329 815(+0,56%) | 4175(+0,53%) |
| 2021-06-06 | 2021-06-06 | | 330 992(+0,36%) | 4205(+0,72%) |
| 2021-06-07 | 2021-06-07 | | 331 920(+0,28%) | 4228(+0,55%) |
| 2021-06-08 | 2021-06-08 | | 333 820(+0,57%) | 4251(+0,54%) |
| 2021-06-09 | 2021-06-09 | | 336 007(+0,66%) | 4278(+0,64%) |
| 2021-06-10 | 2021-06-10 | | 338 048(+0,61%) | 4298(+0,47%) |
| 2021-06-11 | 2021-06-11 | | 339 900(+0,55%) | 4322(+0,56%) |
| 2021-06-12 | 2021-06-12 | | 341 542(+0,48%) | 4346(+0,56%) |
| 2021-06-13 | 2021-06-13 | | 342 738(+0,35%) | 4369(+0,53%) |
| 2021-06-14 | 2021-06-14 | | 343 604(+0,25%) | 4388(+0,43%) |
| 2021-06-15 | 2021-06-15 | | 345 312(+0,5%) | 4407(+0,43%) |
| 2021-06-16 | 2021-06-16 | | 347 157(+0,53%) | 4437(+0,68%) |
| 2021-06-17 | 2021-06-17 | | 349 026(+0,54%) | 4459(+0,5%) |
| 2021-06-18 | 2021-06-18 | | 350 630(+0,46%) | 4473(+0,31%) |
| 2021-06-19 | 2021-06-19 | | 352 212(+0,45%) | 4490(+0,38%) |
| 2021-06-20 | 2021-06-20 | | 353 298(+0,31%) | 4506(+0,36%) |
| 2021-06-21 | 2021-06-21 | | 354 095(+0,23%) | 4530(+0,53%) |
| 2021-06-22 | 2021-06-22 | | 355 620(+0,43%) | 4546(+0,35%) |
| 2021-06-23 | 2021-06-23 | | 357 523(+0,54%) | 4567(+0,46%) |
| 2021-06-24 | 2021-06-24 | | 359 266(+0,49%) | 4581(+0,31%) |
| 2021-06-25 | 2021-06-25 | | 361 005(+0,48%) | 4602(+0,46%) |
| 2021-06-26 | 2021-06-26 | | 362 568(+0,43%) | 4614(+0,26%) |
| 2021-06-27 | 2021-06-27 | | 363 512(+0,26%) | 4629(+0,33%) |
| 2021-06-28 | 2021-06-28 | | 364 304(+0,22%) | 4648(+0,41%) |
| 2021-06-29 | 2021-06-29 | | 366 161(+0,51%) | 4661(+0,28%) |
| 2021-06-30 | 2021-06-30 | | 367 938(+0,49%) | 4667(+0,13%) |
| 2021-07-01 | 2021-07-01 | | 369 540(+0,44%) | 4674(+0,15%) |
| 2021-07-02 | 2021-07-02 | | 371 206(+0,45%) | 4686(+0,26%) |
| 2021-07-03 | 2021-07-03 | | 372 641(+0,39%) | 4703(+0,36%) |
| 2021-07-04 | 2021-07-04 | | 373 634(+0,27%) | 4718(+0,32%) |
| 2021-07-05 | 2021-07-05 | | 374 324(+0,18%) | 4726(+0,17%) |
| 2021-07-06 | 2021-07-06 | | 375 812(+0,4%) | 4740(+0,3%) |
| 2021-07-07 | 2021-07-07 | | 377 091(+0,34%) | 4753(+0,27%) |
| 2021-07-08 | 2021-07-08 | | 378 938(+0,49%) | 4760(+0,15%) |
| 2021-07-09 | 2021-07-09 | | 380 482(+0,41%) | 4773(+0,27%) |
| 2021-07-10 | 2021-07-10 | | 381 878(+0,37%) | 4786(+0,27%) |
| 2021-07-11 | 2021-07-11 | | 382 715(+0,22%) | 4794(+0,17%) |
| 2021-07-12 | 2021-07-12 | | 383 500(+0,21%) | 4812(+0,38%) |
| 2021-07-13 | 2021-07-13 | | 385 069(+0,41%) | 4829(+0,35%) |
| 2021-07-14 | 2021-07-14 | | 386 722(+0,43%) | 4842(+0,27%) |
| 2021-07-15 | 2021-07-15 | | 388 298(+0,41%) | 4857(+0,31%) |
| 2021-07-16 | 2021-07-16 | | 389 798(+0,39%) | 4874(+0,35%) |
| 2021-07-17 | 2021-07-17 | | 391 067(+0,33%) | 4880(+0,12%) |
| 2021-07-18 | 2021-07-18 | | 392 039(+0,25%) | 4895(+0,31%) |
| 2021-07-19 | 2021-07-19 | | 392 781(+0,19%) | 4906(+0,22%) |
| 2021-07-20 | 2021-07-20 | | 394 135(+0,34%) | 4915(+0,18%) |
| 2021-07-21 | 2021-07-21 | | 395 667(+0,39%) | 4925(+0,2%) |
| 2021-07-22 | 2021-07-22 | | 397 469(+0,46%) | 4933(+0,16%) |
| 2021-07-23 | 2021-07-23 | | 398 608(+0,29%) | 4941(+0,16%) |
| 2021-07-24 | 2021-07-24 | | 399 751(+0,29%) | 4949(+0,16%) |
| 2021-07-25 | 2021-07-25 | | 400 574(+0,21%) | 4966(+0,34%) |
| 2021-07-26 | 2021-07-26 | | 401 188(+0,15%) | 4981(+0,3%) |
| 2021-07-27 | 2021-07-27 | | 402 044(+0,21%) | 4987(+0,12%) |
| 2021-07-28 | 2021-07-28 | | 403 511(+0,36%) | 4997(+0,2%) |
| 2021-07-29 | 2021-07-29 | | 405 206(+0,42%) | 5013(+0,32%) |
| 2021-07-30 | 2021-07-30 | | 406 814(+0,4%) | 5030(+0,34%) |
| 2021-07-31 | 2021-07-31 | | 408 200(+0,34%) | 5042(+0,24%) |
| 2021-08-01 | 2021-08-01 | | 409 160(+0,24%) | 5048(+0,12%) |
| 2021-08-02 | 2021-08-02 | | 410 180(+0,25%) | 5059(+0,22%) |
| 2021-08-03 | 2021-08-03 | | 411 123(+0,23%) | 5070(+0,22%) |
| 2021-08-04 | 2021-08-04 | | 412 918(+0,44%) | 5087(+0,34%) |
| 2021-08-05 | 2021-08-05 | | 414 745(+0,44%) | 5108(+0,41%) |
| 2021-08-06 | 2021-08-06 | | 416 677(+0,47%) | 5124(+0,31%) |
| 2021-08-07 | 2021-08-07 | | 418 351(+0,4%) | 5136(+0,23%) |
| 2021-08-08 | 2021-08-08 | | 419 574(+0,29%) | 5144(+0,16%) |
| 2021-08-09 | 2021-08-09 | | 420 462(+0,21%) | 5162(+0,35%) |
| 2021-08-10 | 2021-08-10 | | 422 344(+0,45%) | 5169(+0,14%) |
| 2021-08-11 | 2021-08-11 | | 424 472(+0,5%) | 5185(+0,31%) |
| 2021-08-12 | 2021-08-12 | | 426 474(+0,47%) | 5199(+0,27%) |
| 2021-08-13 | 2021-08-13 | | 428 295(+0,43%) | 5211(+0,23%) |
| 2021-08-14 | 2021-08-14 | | 430 087(+0,42%) | 5225(+0,27%) |
| 2021-08-15 | 2021-08-15 | | 431 271(+0,28%) | 5236(+0,21%) |
| 2021-08-16 | 2021-08-16 | | 432 149(+0,2%) | 5255(+0,36%) |
| 2021-08-17 | 2021-08-17 | | 434 081(+0,45%) | 5269(+0,27%) |
| 2021-08-18 | 2021-08-18 | | 436 276(+0,51%) | 5284(+0,28%) |
| 2021-08-19 | 2021-08-19 | | 438 587(+0,53%) | 5296(+0,23%) |
| 2021-08-20 | 2021-08-20 | | 440 647(+0,47%) | 5312(+0,3%) |
| 2021-08-21 | 2021-08-21 | | 442 695(+0,46%) | 5330(+0,34%) |
| 2021-08-22 | 2021-08-22 | | 443 962(+0,29%) | 5342(+0,23%) |
| 2021-08-23 | 2021-08-23 | | 445 442(+0,33%) | 5361(+0,36%) |
| 2021-08-24 | 2021-08-24 | | 447 672(+0,5%) | 5378(+0,32%) |
| 2021-08-25 | 2021-08-25 | | 450 291(+0,59%) | 5394(+0,3%) |
| 2021-08-26 | 2021-08-26 | | 452 997(+0,6%) | 5417(+0,43%) |
| 2021-08-27 | 2021-08-27 | | 455 784(+0,62%) | 5431(+0,26%) |
| 2021-08-28 | 2021-08-28 | | 458 062(+0,5%) | 5457(+0,48%) |
| 2021-08-29 | 2021-08-29 | | 459 691(+0,36%) | 5471(+0,26%) |
| 2021-08-30 | 2021-08-30 | | 461 145(+0,32%) | 5492(+0,38%) |
| 2021-08-31 | 2021-08-31 | | 463 726(+0,56%) | 5506(+0,25%) |
| 2021-09-01 | 2021-09-01 | | 466 574(+0,61%) | 5523(+0,31%) |
| 2021-09-02 | 2021-09-02 | | 469 565(+0,64%) | 5540(+0,31%) |
| 2021-09-03 | 2021-09-03 | | 472 315(+0,59%) | 5568(+0,51%) |
| 2021-09-04 | 2021-09-04 | | 474 663(+0,5%) | 5593(+0,45%) |
| 2021-09-05 | 2021-09-05 | | 476 709(+0,43%) | 5618(+0,45%) |
| 2021-09-06 | 2021-09-06 | | 478 144(+0,3%) | 5642(+0,43%) |
| 2021-09-07 | 2021-09-07 | | 481 100(+0,62%) | 5673(+0,55%) |
| 2021-09-08 | 2021-09-08 | | 483 984(+0,6%) | 5702(+0,51%) |
| 2021-09-09 | 2021-09-09 | | 486 959(+0,61%) | 5721(+0,33%) |
| 2021-09-10 | 2021-09-10 | | 489 784(+0,58%) | 5754(+0,58%) |
| 2021-09-11 | 2021-09-11 | | 492 330(+0,52%) | 5780(+0,45%) |
| 2021-09-12 | 2021-09-12 | | 493 979(+0,33%) | 5805(+0,43%) |
| 2021-09-13 | 2021-09-13 | | 495 360(+0,28%) | 5832(+0,47%) |
| 2021-09-14 | 2021-09-14 | | 496 736(+0,28%) | 5851(+0,33%) |
| 2021-09-15 | 2021-09-15 | | 499 461(+0,55%) | 5889(+0,65%) |
| 2021-09-16 | 2021-09-16 | | 502 362(+0,58%) | 5919(+0,51%) |
| 2021-09-17 | 2021-09-17 | | 505 163(+0,56%) | 5949(+0,51%) |
| 2021-09-18 | 2021-09-18 | | 507 512(+0,46%) | 5991(+0,71%) |
| 2021-09-19 | 2021-09-19 | | 509 139(+0,32%) | 6023(+0,53%) |
| 2021-09-20 | 2021-09-20 | | 510 653(+0,3%) | 6056(+0,55%) |
| 2021-09-21 | 2021-09-21 | | 513 384(+0,53%) | 6098(+0,69%) |
| 2021-09-22 | 2021-09-22 | | 515 931(+0,5%) | 6128(+0,49%) |
| 2021-09-23 | 2021-09-23 | | 518 632(+0,52%) | 6168(+0,65%) |
| 2021-09-24 | 2021-09-24 | | 521 182(+0,49%) | 6189(+0,34%) |
| 2021-09-25 | 2021-09-25 | | 523 453(+0,44%) | 6214(+0,4%) |
| 2021-09-26 | 2021-09-26 | | 524 821(+0,26%) | 6249(+0,56%) |
| 2021-09-27 | 2021-09-27 | | 525 999(+0,22%) | 6277(+0,45%) |
| 2021-09-28 | 2021-09-28 | | 528 077(+0,4%) | 6316(+0,62%) |
| 2021-09-29 | 2021-09-29 | | 530 113(+0,39%) | 6349(+0,52%) |
| 2021-09-30 | 2021-09-30 | | 532 185(+0,39%) | 6386(+0,58%) |
| 2021-10-01 | 2021-10-01 | | 533 873(+0,32%) | 6413(+0,42%) |
| 2021-10-02 | 2021-10-02 | | 535 943(+0,39%) | 6441(+0,44%) |
| 2021-10-03 | 2021-10-03 | | 537 035(+0,2%) | 6468(+0,42%) |
| 2021-10-04 | 2021-10-04 | | 537 916(+0,16%) | 6494(+0,4%) |
| 2021-10-05 | 2021-10-05 | | 539 422(+0,28%) | 6522(+0,43%) |
| 2021-10-06 | 2021-10-06 | | 541 036(+0,3%) | 6553(+0,48%) |
| 2021-10-07 | 2021-10-07 | | 542 653(+0,3%) | 6584(+0,47%) |
| 2021-10-08 | 2021-10-08 | | 544 021(+0,25%) | 6612(+0,43%) |
| 2021-10-09 | 2021-10-09 | | 545 276(+0,23%) | 6641(+0,44%) |
| 2021-10-10 | 2021-10-10 | | 546 030(+0,14%) | 6664(+0,35%) |
| 2021-10-11 | 2021-10-11 | | 546 595(+0,1%) | 6698(+0,51%) |
| 2021-10-12 | 2021-10-12 | | 547 914(+0,24%) | 6718(+0,3%) |
| 2021-10-13 | 2021-10-13 | | 549 084(+0,21%) | 6744(+0,39%) |
| 2021-10-14 | 2021-10-14 | | 550 134(+0,19%) | 6771(+0,4%) |
| 2021-10-15 | 2021-10-15 | | 551 144(+0,18%) | 6797(+0,38%) |
| 2021-10-16 | 2021-10-16 | | 552 093(+0,17%) | 6819(+0,32%) |
| 2021-10-17 | 2021-10-17 | | 552 595(+0,09%) | 6836(+0,25%) |
| 2021-10-18 | 2021-10-18 | | 552 953(+0,06%) | 6857(+0,31%) |
| 2021-10-19 | 2021-10-19 | | 553 661(+0,13%) | 6880(+0,34%) |
| 2021-10-20 | 2021-10-20 | | 554 604(+0,17%) | 6895(+0,22%) |
| 2021-10-21 | 2021-10-21 | | 555 352(+0,13%) | 6927(+0,46%) |
| 2021-10-22 | 2021-10-22 | | 555 970(+0,11%) | 6946(+0,27%) |
| 2021-10-23 | 2021-10-23 | | 556 707(+0,13%) | 6960(+0,2%) |
| 2021-10-24 | 2021-10-24 | | 557 057(+0,06%) | 6974(+0,2%) |
| 2021-10-25 | 2021-10-25 | | 557 333(+0,05%) | 6983(+0,13%) |
| 2021-10-26 | 2021-10-26 | | 557 922(+0,11%) | 6997(+0,2%) |
| 2021-10-27 | 2021-10-27 | | 558 654(+0,13%) | 7008(+0,16%) |
| 2021-10-28 | 2021-10-28 | | 559 250(+0,11%) | 7021(+0,19%) |
| 2021-10-29 | 2021-10-29 | | 559 698(+0,08%) | 7029(+0,11%) |
| 2021-10-30 | 2021-10-30 | | 560 118(+0,08%) | 7047(+0,26%) |
| 2021-10-31 | 2021-10-31 | | 560 344(+0,04%) | 7060(+0,18%) |
| 2021-11-01 | 2021-11-01 | | 560 563(+0,04%) | 7078(+0,25%) |
| 2021-11-02 | 2021-11-02 | | 561 054(+0,09%) | 7093(+0,21%) |
| 2021-11-03 | 2021-11-03 | | 561 432(+0,07%) | 7111(+0,25%) |
| 2021-11-04 | 2021-11-04 | | 561 829(+0,07%) | 7124(+0,18%) |
| 2021-11-05 | 2021-11-05 | | 562 316(+0,09%) | 7134(+0,14%) |
| 2021-11-06 | 2021-11-06 | | 562 655(+0,06%) | 7144(+0,14%) |
| 2021-11-07 | 2021-11-07 | | 562 812(+0,03%) | 7156(+0,17%) |
| 2021-11-08 | 2021-11-08 | | 562 966(+0,03%) | 7164(+0,11%) |
| 2021-11-09 | 2021-11-09 | | 563 290(+0,06%) | 7176(+0,17%) |
| 2021-11-10 | 2021-11-10 | | 563 610(+0,06%) | 7183(+0,1%) |
| 2021-11-11 | 2021-11-11 | | 563 924(+0,06%) | 7190(+0,1%) |
| 2021-11-12 | 2021-11-12 | | 564 159(+0,04%) | 7197(+0,1%) |
| 2021-11-13 | 2021-11-13 | | 564 378(+0,04%) | 7204(+0,1%) |
| 2021-11-14 | 2021-11-14 | | 564 544(+0,03%) | 7214(+0,14%) |
| 2021-11-15 | 2021-11-15 | | 564 662(+0,02%) | 7223(+0,12%) |
| 2021-11-16 | 2021-11-16 | | 564 901(+0,04%) | 7231(+0,11%) |
| 2021-11-17 | 2021-11-17 | | 565 096(+0,03%) | 7241(+0,14%) |
| 2021-11-18 | 2021-11-18 | | 565 347(+0,04%) | 7248(+0,1%) |
| 2021-11-19 | 2021-11-19 | | 565 548(+0,04%) | 7251(+0,04%) |
| 2021-11-20 | 2021-11-20 | | 565 740(+0,03%) | 7254(+0,04%) |
| 2021-11-21 | 2021-11-21 | | 565 881(+0,02%) | 7257(+0,04%) |
| 2021-11-22 | 2021-11-22 | | 565 952(+0,01%) | 7264(+0,1%) |
| 2021-11-23 | 2021-11-23 | | 566 119(+0,03%) | 7271(+0,1%) |
| 2021-11-24 | 2021-11-24 | | 566 296(+0,03%) | 7280(+0,12%) |
| 2021-11-25 | 2021-11-25 | | 566 429(+0,02%) | 7284(+0,05%) |
| 2021-11-26 | 2021-11-26 | | 566 560(+0,02%) | 7287(+0,04%) |
| 2021-11-27 | 2021-11-27 | | 566 753(+0,03%) | 7289(+0,03%) |
| 2021-11-28 | 2021-11-28 | | 566 845(+0,02%) | 7292(+0,04%) |
| 2021-11-29 | 2021-11-29 | | 566 921(+0,01%) | 7296(+0,05%) |
| 2021-11-30 | 2021-11-30 | | 566 988(+0,01%) | 7299(+0,04%) |
| 2021-12-01 | 2021-12-01 | | 567 138(+0,03%) | 7305(+0,08%) |
| 2021-12-02 | 2021-12-02 | | 567 263(+0,02%) | 7309(+0,05%) |
| 2021-12-03 | 2021-12-03 | | 567 383(+0,02%) | 7312(+0,04%) |
| 2021-12-04 | 2021-12-04 | | 567 507(+0,02%) | 7315(+0,04%) |
| 2021-12-05 | 2021-12-05 | | 567 563(+0,01%) | 7317(+0,03%) |
| 2021-12-06 | 2021-12-06 | | 567 614(+0,01%) | 7318(+0,01%) |
| 2021-12-07 | 2021-12-07 | | 567 706(+0,02%) | 7324(+0,08%) |
| 2021-12-08 | 2021-12-08 | | 567 824(+0,02%) | 7324(=) |
| 2021-12-09 | 2021-12-09 | | 567 906(+0,01%) | 7328(+0,05%) |
| 2021-12-10 | 2021-12-10 | | 567 995(+0,02%) | 7332(+0,05%) |
| 2021-12-11 | 2021-12-11 | | 568 069(+0,01%) | 7333(+0,01%) |
| 2021-12-12 | 2021-12-12 | | 568 165(+0,02%) | 7333(=) |
| 2021-12-13 | 2021-12-13 | | 568 224(+0,01%) | 7333(=) |
| 2021-12-14 | 2021-12-14 | | 568 305(+0,01%) | 7333(=) |
| 2021-12-15 | 2021-12-15 | | 568 373(+0,01%) | 7336(+0,04%) |
| 2021-12-16 | 2021-12-16 | | 568 428(+0,01%) | 7336(=) |
| 2021-12-17 | 2021-12-17 | | 568 538(+0,02%) | 7340(+0,05%) |
| 2021-12-18 | 2021-12-18 | | 568 641(+0,02%) | 7340(=) |
| 2021-12-19 | 2021-12-19 | | 568 684(+0,01%) | 7340(=) |
| 2021-12-20 | 2021-12-20 | | 568 755(+0,01%) | 7342(+0,03%) |
| 2021-12-21 | 2021-12-21 | | 568 860(+0,02%) | 7343(+0,01%) |
| 2021-12-22 | 2021-12-22 | | 569 023(+0,03%) | 7343(=) |
| 2021-12-23 | 2021-12-23 | | 569 260(+0,04%) | 7345(+0,03%) |
| 2021-12-24 | 2021-12-24 | | 569 523(+0,05%) | 7349(+0,05%) |
| 2021-12-25 | 2021-12-25 | | 569 908(+0,07%) | 7351(+0,03%) |
| 2021-12-26 | 2021-12-26 | | 570 018(+0,02%) | 7352(+0,01%) |
| 2021-12-27 | 2021-12-27 | | 570 135(+0,02%) | 7352(=) |
| 2021-12-28 | 2021-12-28 | | 570 556(+0,07%) | 7353(+0,01%) |
| 2021-12-29 | 2021-12-29 | | 570 960(+0,07%) | 7354(+0,01%) |
| 2021-12-30 | 2021-12-30 | | 571 481(+0,09%) | 7357(+0,04%) |
| 2021-12-31 | 2021-12-31 | | 572 548(+0,19%) | 7357(=) |
| 2022-01-01 | 2022-01-01 | | 573 293(+0,13%) | 7358(+0,01%) |
| 2022-01-02 | 2022-01-02 | | 573 843(+0,1%) | 7361(+0,04%) |
| 2022-01-03 | 2022-01-03 | | 574 371(+0,09%) | 7363(+0,03%) |
| 2022-01-04 | 2022-01-04 | | 575 871(+0,26%) | 7366(+0,04%) |
| 2022-01-05 | 2022-01-05 | | 578 413(+0,44%) | 7369(+0,04%) |
| 2022-01-06 | 2022-01-06 | | 581 394(+0,52%) | 7370(+0,01%) |
| 2022-01-07 | 2022-01-07 | | 584 547(+0,54%) | 7372(+0,03%) |
| 2022-01-08 | 2022-01-08 | | 587 921(+0,58%) | 7379(+0,09%) |
| 2022-01-09 | 2022-01-09 | | 589 788(+0,32%) | 7381(+0,03%) |
| 2022-01-10 | 2022-01-10 | | 591 988(+0,37%) | 7382(+0,01%) |
| 2022-01-11 | 2022-01-11 | | 596 388(+0,74%) | 7386(+0,05%) |
| 2022-01-12 | 2022-01-12 | | 601 070(+0,79%) | 7394(+0,11%) |
| 2022-01-13 | 2022-01-13 | | 605 819(+0,79%) | 7401(+0,09%) |
| 2022-01-14 | 2022-01-14 | | 609 882(+0,67%) | 7406(+0,07%) |
| 2022-01-15 | 2022-01-15 | | 614 593(+0,77%) | 7413(+0,09%) |
| 2022-01-16 | 2022-01-16 | | 617 762(+0,52%) | 7415(+0,03%) |
| 2022-01-17 | 2022-01-17 | | 620 587(+0,46%) | 7421(+0,08%) |
| 2022-01-18 | 2022-01-18 | | 625 952(+0,86%) | 7425(+0,05%) |
| 2022-01-19 | 2022-01-19 | | 631 311(+0,86%) | 7434(+0,12%) |
| 2022-01-20 | 2022-01-20 | | 637 327(+0,95%) | 7441(+0,09%) |
| 2022-01-21 | 2022-01-21 | | 643 496(+0,97%) | 7451(+0,13%) |
| 2022-01-22 | 2022-01-22 | | 648 890(+0,84%) | 7462(+0,15%) |
| 2022-01-23 | 2022-01-23 | | 653 129(+0,65%) | 7470(+0,11%) |
| 2022-01-24 | 2022-01-24 | | 656 348(+0,49%) | 7483(+0,17%) |
| 2022-01-25 | 2022-01-25 | | 661 684(+0,81%) | 7492(+0,12%) |
| 2022-01-26 | 2022-01-26 | | 668 209(+0,99%) | 7505(+0,17%) |
| 2022-01-27 | 2022-01-27 | | 675 178(+1%) | 7521(+0,21%) |
| 2022-01-28 | 2022-01-28 | | 682 480(+1,1%) | 7533(+0,16%) |
| 2022-01-29 | 2022-01-29 | | 688 501(+0,88%) | 7547(+0,19%) |
| 2022-01-30 | 2022-01-30 | | 691 925(+0,5%) | 7555(+0,11%) |
| 2022-01-31 | 2022-01-31 | | 694 865(+0,42%) | 7575(+0,26%) |
| 2022-02-01 | 2022-02-01 | | 701 471(+0,95%) | 7593(+0,24%) |
| 2022-02-02 | 2022-02-02 | | 708 560(+1%) | 7605(+0,16%) |
| 2022-02-03 | 2022-02-03 | | 715 749(+1%) | 7621(+0,21%) |
| 2022-02-04 | 2022-02-04 | | 721 971(+0,87%) | 7641(+0,26%) |
| 2022-02-05 | 2022-02-05 | | 727 537(+0,77%) | 7658(+0,22%) |
| 2022-02-06 | 2022-02-06 | | 730 962(+0,47%) | 7676(+0,24%) |
| 2022-02-07 | 2022-02-07 | | 733 708(+0,38%) | 7694(+0,23%) |
| 2022-02-08 | 2022-02-08 | | 739 844(+0,84%) | 7712(+0,23%) |
| 2022-02-09 | 2022-02-09 | | 745 949(+0,83%) | 7730(+0,23%) |
| 2022-02-10 | 2022-02-10 | | 751 605(+0,76%) | 7752(+0,28%) |
| 2022-02-11 | 2022-02-11 | | 757 093(+0,73%) | 7772(+0,26%) |
| 2022-02-12 | 2022-02-12 | | 761 728(+0,61%) | 7784(+0,15%) |
| 2022-02-13 | 2022-02-13 | | 764 435(+0,36%) | 7798(+0,18%) |
| 2022-02-14 | 2022-02-14 | | 766 520(+0,27%) | 7806(+0,1%) |
| 2022-02-15 | 2022-02-15 | | 771 027(+0,59%) | 7829(+0,29%) |
| 2022-02-16 | 2022-02-16 | | 775 318(+0,56%) | 7847(+0,23%) |
| 2022-02-17 | 2022-02-17 | | 779 323(+0,52%) | 7874(+0,34%) |
| 2022-02-18 | 2022-02-18 | | 783 437(+0,53%) | 7894(+0,25%) |
| 2022-02-19 | 2022-02-19 | | 786 490(+0,39%) | 7906(+0,15%) |
| 2022-02-20 | 2022-02-20 | | 788 669(+0,28%) | 7919(+0,16%) |
| 2022-02-21 | 2022-02-21 | | 790 444(+0,23%) | 7936(+0,21%) |
| 2022-02-22 | 2022-02-22 | | 793 835(+0,43%) | 7954(+0,23%) |
| 2022-02-23 | 2022-02-23 | | 797 030(+0,4%) | 7969(+0,19%) |
| 2022-02-24 | 2022-02-24 | | 799 826(+0,35%) | 7984(+0,19%) |
| 2022-02-25 | 2022-02-25 | | 802 472(+0,33%) | 7999(+0,19%) |
| 2022-02-26 | 2022-02-26 | | 804 627(+0,27%) | 8013(+0,18%) |
| 2022-02-27 | 2022-02-27 | | 805 664(+0,13%) | 8031(+0,22%) |
| 2022-02-28 | 2022-02-28 | | 806 928(+0,16%) | 8037(+0,07%) |
| 2022-03-01 | 2022-03-01 | | 809 131(+0,27%) | 8047(+0,12%) |
| 2022-03-02 | 2022-03-02 | | 811 040(+0,24%) | 8057(+0,12%) |
| 2022-03-03 | 2022-03-03 | | 812 812(+0,22%) | 8073(+0,2%) |
| 2022-03-04 | 2022-03-04 | | 814 583(+0,22%) | 8082(+0,11%) |
| 2022-03-05 | 2022-03-05 | | 815 945(+0,17%) | 8097(+0,19%) |
| 2022-03-06 | 2022-03-06 | | 816 718(+0,09%) | 8113(+0,2%) |
| 2022-03-07 | 2022-03-07 | | 817 538(+0,1%) | 8121(+0,1%) |
| 2022-03-08 | 2022-03-08 | | 818 996(+0,18%) | 8136(+0,18%) |
| 2022-03-09 | 2022-03-09 | | 820 445(+0,18%) | 8142(+0,07%) |
| 2022-03-10 | 2022-03-10 | | 821 813(+0,17%) | 8149(+0,09%) |
| 2022-03-11 | 2022-03-11 | | 822 935(+0,14%) | 8160(+0,13%) |
| 2022-03-12 | 2022-03-12 | | 823 915(+0,12%) | 8171(+0,13%) |
| 2022-03-13 | 2022-03-13 | | 824 704(+0,1%) | 8178(+0,09%) |
| 2022-03-14 | 2022-03-14 | | 825 158(+0,06%) | 8186(+0,1%) |
| 2022-03-15 | 2022-03-15 | | 826 251(+0,13%) | 8192(+0,07%) |
| 2022-03-16 | 2022-03-16 | | 827 346(+0,13%) | 8202(+0,12%) |
| 2022-03-17 | 2022-03-17 | | 828 442(+0,13%) | 8215(+0,16%) |
| 2022-03-18 | 2022-03-18 | | 829 400(+0,12%) | 8226(+0,13%) |
| 2022-03-19 | 2022-03-19 | | 830 299(+0,11%) | 8232(+0,07%) |
| 2022-03-20 | 2022-03-20 | | 830 728(+0,05%) | 8235(+0,04%) |
| 2022-03-21 | 2022-03-21 | | 831 152(+0,05%) | 8244(+0,11%) |
| 2022-03-22 | 2022-03-22 | | 832 054(+0,11%) | 8256(+0,15%) |
| 2022-03-23 | 2022-03-23 | | 832 966(+0,11%) | 8261(+0,06%) |
| 2022-03-24 | 2022-03-24 | | 833 909(+0,11%) | 8263(+0,02%) |
| 2022-03-25 | 2022-03-25 | | 834 726(+0,1%) | 8266(+0,04%) |
| 2022-03-26 | 2022-03-26 | | 835 452(+0,09%) | 8271(+0,06%) |
| 2022-03-27 | 2022-03-27 | | 835 849(+0,05%) | 8273(+0,02%) |
| 2022-03-28 | 2022-03-28 | | 836 218(+0,04%) | 8278(+0,06%) |
| 2022-03-29 | 2022-03-29 | | 837 086(+0,1%) | 8288(+0,12%) |
| 2022-03-30 | 2022-03-30 | | 837 828(+0,09%) | 8298(+0,12%) |
| 2022-03-31 | 2022-03-31 | | 838 537(+0,08%) | 8300(+0,02%) |
| Fuentes: - Ministerio de Salud Pública (Costa Rica) (2020). | | | | |

El 22 de febrero de 2020, un hombre costarricense de 54 años arribó del Aeropuerto Internacional de Tocumen en Panamá, comenzó a mostrar síntomas el 28 de febrero de 2020 y al trabajar en el Hospital San Rafael de Alajuela, se creó un clúster o conglomerado entre sus familiares, pacientes y trabajadores de la salud. Fue tratado como sospechoso y el 7 de marzo fue confirmado.

### Marzo de 2020
El 5 de marzo de 2020 el Ministerio de Salud de Costa Rica anunció que se encontraba investigando un posible primer caso de coronavirus en el país. Se trató de una mujer costarricense, de 52 años, y vecina del cantón de Pococí, que visitó Italia y Túnez y que regresó al país el día 29 de febrero de 2020 sin presentar síntomas. A la mujer se le realizaron las pruebas pertinentes y fueron enviadas al Instituto Costarricense de Investigación y Enseñanza en Nutrición y Salud (Inciensa) para, ya sea, descartar o confirmar el caso. Sin embargo, este caso fue descartado 24 horas después de realizarse la prueba.
El 6 de marzo de 2020 se confirmó el primer caso de coronavirus en Costa Rica, y el primero en América Central. Se trató de una turista estadounidense de 49 años que había llegado en un vuelo desde Nueva York el 1 de marzo, sin presentar síntomas en ese momento. Fue aislada junto con su esposo en un hospedaje en San José.
La paciente positiva llegó a Costa Rica, junto a su esposo, el domingo 1 de marzo de 2020 al Aeropuerto Internacional Juan Santamaría, y sin presentar síntomas; visitaron Alajuela y Puntarenas, por lo que se realizaron investigaciones en dichos lugares para darle seguimiento a las personas con las que la turista y su esposo tuvieron contacto, así como a las 152 personas que viajaron en el vuelo que los trajo a nuestro país. Entre los contactos se ubican las personas que atendieron los distintos centros turísticos que ambos visitaron.
El 7 de marzo de 2020, se confirmaron cuatro nuevos casos. Uno de ellos estaba directamente relacionado con el primer caso: el esposo de la ciudadana estadounidense que estaba visitando Costa Rica. Los otros casos son costarricenses. Se contabilizaron además un total de 7 casos sospechosos.
El 8 de marzo de 2020, se confirmaron otros cuatro casos nuevos, dos de ellos importados, para un total de 9. El Ministerio de Salud de Costa Rica y la Comisión Nacional de Emergencias (CNE), elevaron el nivel de alerta sanitaria a amarillo. Algunos pacientes fueron ubicados en hospitales públicos, mientras que la mayoría de los extranjeros permanecieron en sus respectivos hoteles aislados.
El 11 de marzo de 2020, el ministro de Salud de Costa Rica anunció un total de 22 casos confirmados, una de ellos una mujer costarricense embarazada. Van desde las edades de 10 a 73 años.
El Ministerio de Salud también anunció casos confirmados en los cantones de Alajuela, Escazú, Desamparados, Grecia, Heredia, San José, San Pablo, Santa Cruz y Tibás.
El 12 de marzo de 2020, se contaron 23 casos del coronavirus. 16 de esos casos confirmados habían tenido contacto con un paciente de 54 años que fue internado en condición delicada y es un médico de la Caja Costarricense del Seguro Social (CCSS). Además, siete centros educativos, junto con uno nocturno que comparte instalaciones con uno diurno, recibieron una orden de cierre sanitario porque hubo personas de esos centros que pudieron haber entrado en contacto con aquel médico infectado.
El 13 de marzo de 2020 las zonas del país donde se anunciaron casos positivos fueron San José, Heredia, Alajuela y Cartago.
Para el 15 de marzo de 2020 el Ministerio de Salud confirmó casos en los cantones de Santa Ana, Nicoya, La Unión, Poás, Pérez Zeledón y Barva.
El 17 de marzo de 2020 se confirmaron nuevos casos en los cantones de Cartago y Curridabat.
El 18 de marzo de 2020, el Ministerio de Salud confirmó la primera muerte a causa del virus. Se trató de un hombre de 87 años, y vecino de Alajuela, quien se encontraba internado en cuidados intensivos, y se confirmaron casos en los cantones de Goicoechea, Moravia, Santo Domingo, and Santa Bárbara.
El 19 de marzo de 2020 se anunció también el primer caso en la provincia de Limón, específicamente en el cantón de nombre homónimo. En la noche el Ministerio de Salud confirmó la segunda muerte de un paciente con Coronavirus en Costa Rica. Se trató de un adulto mayor, de 87 años, y vecino de Alajuela.
El 20 de marzo de 2020, el Ministerio de Salud anunció la recuperación de los dos primeros pacientes con el virus, quienes fueron los dos turistas estadounidenses que fueron aislados en un hotel en San José a principios de marzo. También se reportaron nuevos casos en los cantones de Vázquez de Coronado y Montes de Oca.
El 22 de marzo de 2020 se registró el primer caso en la provincia de Puntarenas, este en el distrito de San Vito, cantón de Coto Brus. Se reportan también 9 personas internadas en hospitales, tres de ellas en cuidados intensivos.
El 24 de marzo de 2020 se reportaron los primeros casos en los cantones de Jiménez, Liberia y Montes de Oro.
El 25 de marzo de 2020, se reportaron los primeros casos en los cantones de Orotina, Alvarado, Belén, Flores, Puntarenas y Garabito.
El 26 de marzo de 2020, el Ministerio de Salud reportó los primeros casos en los cantones de Sarchí, Oreamuno, El Guarco y Tilarán. Por último se reportaron 5 personas en cuidados intensivos en hospitales. Un total de 22 trabajadores del sector salud ya habían contraído el virus.
El 27 de marzo de 2020 se reportaron los primeros casos en los cantones de Tarrazú, Mora, San Ramón y Carrillo.
El 28 de marzo de 2020, se reportaron 6 pacientes en cuidados intensivos. Un total de 52 trabajadores de la CCSS fueron infectados con el virus. Se presentaron los primeros casos en los cantones de Alajuelita, Turrubares y Naranjo.
El 29 de marzo de 2020 se presentó el primer caso en el cantón de Osa.
El 30 de marzo de 2020, el ministro de Salud advirtió que apenas se comenzaba a subir la curva de casos. Se reportó también el primer caso en el cantón de San Isidro.

### Abril de 2020
El 1 de abril de 2020 se presentó el primer caso en el cantón de Esparza.
El 3 de abril de 2020, se reportaron a 13 pacientes en encontraron en cuidados intensivos. Se presentó también el primer caso en el cantón de Hojancha.
El 4 de abril de 2020 se presentó también el primer caso en el cantón de Paraíso.
El 7 de abril de 2020 se presentó también el primer caso en el cantón de Turrialba.
El 8 de abril de 2020, se reportó la primera recuperación de una paciente en cuidados intensivos en el país.
El 9 de abril de 2020 se presentó también el primer caso en el cantón de Siquirres.
El 10 de abril de 2020 se presentó el primer caso en el cantón de Puriscal.
El 11 de abril de 2020 se presentó el primer caso en el cantón de Pococí.
El 15 de abril, el Ministerio reportó un conglomerado de casos en un centro de llamadas de la CCSS en San José, donde se reportaron hasta 31 casos de COVID-19.
El 17 de abril de 2020 se registró por primera vez, desde la llegada del virus al país, más casos recuperados que nuevos casos de COVID-19, lo que se refleja en una reducción en la curva de casos activos.
El 28 de abril de 2020, se reportó el primer caso en el cantón de Abangares.
El 30 de abril de 2020 se reportó el primer caso en el cantón de Bagaces.

### Mayo de 2020
El 1 de mayo de 2020 se reportó el primer caso en el cantón de Golfito.
El 2 de mayo de 2020, por primera vez desde que el virus ingresó al país, se reportaron más casos recuperados que casos activos.
El 4 de mayo de 2020 se reportó el primer caso en el cantón de La Cruz.
El 5 de mayo de 2020, el Ministerio de Salud reportó un brote de coronavirus en el Centro de Aprehensión Regional Central (CARC), en las oficinas de la Dirección de la Policía Profesional de Migración (PPM), en Heredia, donde un total de 12 personas extranjeras fueron reportadas con el virus.
El 7 de mayo de 2020, se reportó el primer caso en el cantón de Talamanca. 
El 10 de mayo de 2020, el Ministerio de Salud reportó un brote de coronavirus entre varios transportistas, todos extranjeros, que ingresaron al país desde ambas fronteras con Nicaragua y Panamá, reportando inclusive algunos desmayos y hospitalizaciones. Reportó también que de un vuelo procedente de Colombia con costarricenses que regresaban al país, resultaron infectadas con el virus 15 de las personas. Se reportaron los primer casos en los cantones de Upala y Quepos.
El 14 de mayo de 2020 se reportó el primer caso en el cantón de Guácimo.
El 22 de mayo de 2020, se reportaron los primeros casos en los cantones de Sarapiquí y Los Chiles.
El 26 de mayo de 2020 se reportó el primer caso en el cantón de Corredores.
El 28 de mayo de 2020, se reportó el primer caso en el cantón de Zarcero.

### Junio de 2020
El 3 de junio de 2020, hubo un incremento de 52, siendo el mayor número de casos confirmados en un mismo día hasta esa fecha, además del aumento más alto de casos extranjeros. El Ministerio anunció además que este repunte de casos estaría ligado a actividades agrícolas y "de empaque”. Se reportaron los primeros casos en los cantones de San Mateo y Guatuso.

### Diciembre de 2020
El 23 de diciembre de 2020 se recibe el primer cargamento de 10 725 dosis de vacunas de Pfizer/BioNTech, la campaña de vacunación inicia el 24 de diciembre de 2020 al aplicar la vacuna a adultos mayores y personal médico.

## Respuesta del Gobierno

### Marzo de 2020
El 13 de marzo de 2020, el Ministerio de Educación de Costa Rica decidió suspender temporalmente las lecciones en un total de 317 centros educativos, que representan el 7% del total del país. Los cierres incluyeron centros educativos con casos confirmados de COVID-19, todas las escuelas públicas de educación especial, centros educativos que pertenecen al mismo circuito escolar que el centro educativo donde se identificó un caso confirmado y los centros educativos que se han visto afectados por el racionamiento prolongado del agua.
Ese mismo día la Comisión Nacional de Emergencias inauguró la línea de ayuda 1322 para consultas sobre el virus.
El 15 de marzo de 2020, un acuerdo ejecutivo entre el presidente de la República, Carlos Alvarado Quesada, y el ministro de Salud, Daniel Salas, otorgó autoridad sanitaria a los miembros de la Fuerza Pública de Costa Rica para la vigilancia y el control del virus, tanto para verificar el cierre de bares, clubes y casinos, como para asegurar el 50% de la capacidad de visita para los otros centros de convivencia. Las empresas que no cumplan con la nueva política sanitaria estarán sujetas a un cierre de 30 días.
El 16 de marzo de 2020 se declara oficialmente estado de emergencia nacional y se suspenden las lecciones en todos los centros educativos públicos y privados de todo el país hasta el 13 de abril. También mediante el decreto, se instruye para que desde este miércoles 18 de marzo, a partir de la medianoche, solo podrán ingresar al país los costarricenses y las personas residentes en el país.
El 20 de marzo de 2020 el Banco Centroamericano de Integración Económica (BCIE) otorgó a Costa Rica una cooperación no reembolsable de $1 millón para que el país los invierta en el combate de la pandemia del coronavirus. Por otra parte, ante la negativa de los personeros de los comedores escolares de atender a los estudiantes en los centros educativos, el Ministerio de Educación Pública (MEP) acordó la entrega de paquetes de comida a los padres de los estudiantes.
El 23 de marzo de 2020 el Ministerio y el Gobierno anunciaron nuevas medidas de prevención contra el virus, entre ellas el cierre total de playas en el país, el cierre obligatorio de templos y cultos religiosos y restricción vehicular en las principales ciudades del país de 10 p. m. a 5 a. m. a partir del 24 de marzo de 2020.
El 24 de marzo de 2020 el gobierno anunció que de forma temporal reducirían en un 80% el personal que trabaja presencialmente en sus diferentes instituciones y se anula el aumento salarial aprobado para todos los empleados públicos en enero de 2020 con la excepción de las fuerzas policiales.
El 26 de marzo de 2020 el ministro de Hacienda habló sobre un proyecto de ley que presentaría el gobierno. Este proyecto crearía un impuesto solidario que se rebajaría de los salarios de todos los trabajadores que ganaran más de ₡500.000. Su fin era el de ayudar a los afectados por la crisis del COVID-19. Horas más tarde el presidente Carlos Alvarado publicó que no apoyaba dicho proyecto y que su Plan Proteger consistía en proteger a los desempleados y a los que sufrieron rebajos en sus salarios.
El 27 de marzo de 2020, el Gobierno de la República anunció la ampliación de la restricción vehicular sanitaria los fines de semana a partir de las 8 p. m. hasta las 5 a. m. a partir del 28 de marzo. Además, el Gobierno anunció que se encontraba valorando la implementación de un impuesto solidario temporal a los salarios superiores a ₡1,1 millones, medida la cual lograría recaudar hasta ₡25.000 millones mensuales, sin embargo, el Gobierno anunció que se tramitarán otras fuentes de ingresos y que presentará un presupuesto extraordinario de ₡225.000 millones.
El 28 de marzo de 2020, el ministro de Salud Daniel Salas anunció que se impondría un restricción sanitaria para todos los negocios con permisos sanitarios que atienden al público. Esta regiría desde las 8 p. m. durante los fines de semana, a partir de ese mismo día.
El 30 de marzo de 2020, el Ministerio de Salud envió un proyecto de ley a la Asamblea Legislativa. Este buscaba reformar el artículo 378 de la Ley General de Salud para que se establezcan multas por irrespeto a la restricción sanitaria o la cuarentena que irían de 1 a 5 salarios base.
El 31 de marzo de 2020, el Gobierno anunció la apertura del nuevo Centro Especializado de Atención de Pacientes con COVID-19 (CEACO) en las instalaciones del CENARE, el cual tiene como objetivo reforzar los servicios que la Caja Costarricense de Seguro Social posee para la atención del COVID-19 en el territorio nacional. Puede cubrir las necesidades de 88 pacientes que requieran cuidados críticos o intermedios.

### Abril de 2020
El 1 de abril de 2020, en el marco de la Semana Santa, el Gobierno anunció nuevas medidas para contener el contagio por el COVID-19 en estas fechas. La principal medida es la ampliación de la restricción vehicular nocturna, desde el viernes 3 de abril y hasta el martes 7 de abril de 2020, de 5:00 p. m. a 5:00 a. m., en todo el territorio nacional. También se restringirá el transporte público de larga distancia y se cerrarán establecimientos con permiso sanitario de funcionamiento y atención a público presencial.
Por otra parte, la Asamblea Legislativa aprobó dos proyectos de ley para aumentar las multas por el incumplimiento de órdenes sanitarias y restricción vehicular. Se aplicarían multas que van desde los ₡450 mil hasta los ₡2,2 millones, si, la persona teniendo factores de riesgo, siendo un caso sospechoso o confirmado de enfermedad contagiosa, incumple con el aislamiento. En el caso de la reforma a la ley de tránsito, la persona se expone a una multa de ₡107 mil, seis puntos menos en la licencia y retiro de placas si incumpliese con la restricción sanitaria.
El 9 de abril de 2020, el Gobierno anunció el lanzamiento de un bono económico para aquellos trabajadores afectados por la pandemia del COVID-19. El bono varía entre ₡125 mil por mes para personas despedidas o con jornada laboral reducida al 50% o más, y ₡62 mil 500 por mes a quienes les hayan reducido la jornada un 50% o menos.
La primera semana de abril, el Instituto Clodomiro Picado de la Universidad de Costa Rica, a iniciativa de la Caja Costarricense del Seguro Social, anunció que se encontraba preparando un tratamiento para el nuevo coronavirus a partir de sangre de personas recuperadas de COVID-19. Anunció que el Instituto se encontraba valorando tres opciones; la primera se referiría a utilizar plasma convaleciente, que es tomar sangre de un paciente recuperado para fraccionar de su plasma la parte donde se encuentran los anticuerpos que liberaron el virus y hacerle una transfusión a un paciente que está con el COVID-19 activo.
La segunda investigación se referiría a que se utilizaría la misma línea de utilizar la sangre de un recuperado, pero también purificar los anticuerpos producidos, estandarizar la potencia neutralizadorora del virus e inyectar en un paciente enfermo. La tercera opción es la que utiliza el instituto todos los días en la generación y producción de sueros antiofídicos, solo que en este caso en vez generar anticuerpos contra el veneno de una serpiente, se generarían anticuerpos contra proteínas del virus.
El 17 de abril de 2020, el Gobierno anunció que realizó el primer depósito del Bono Proteger a un total de 33 000 beneficiarios.
El 21 de abril de 2020, el Ministerio de Educación Pública anunció la cancelación de la aplicación de las pruebas nacionales FARO, que comenzarían a ser aplicadas este año a los estudiantes de undécimo año de los colegios académicos, ante la crisis por el coronavirus.
El 23 de abril de 2020, el Gobierno anunció que, a raíz de la alta demanda de kits de tests de coronavirus, la Caja Costarricense del Seguro Social conjunto al Centro Nacional de Alta Tecnología (CeNAT-Conare) por medio del Laboratorio CENIBiot comenzaría a producir sus propios tests de coronavirus para la población del país.

### Mayo de 2020
El 1 de mayo de 2020, el Ministerio de Salud anunció la reapertura de cines, teatros, gimnasios, alquileres de bicicletas y escuelas de natación, pero con medidas de prevención contra el virus, como la apertura de estas solo entre las 5 de la mañana y las 7 de la noche y con una capacidad reducida de personas.
El 11 de mayo de 2020, el Ministerio de Educación Pública anunció que las clases presenciales, volverían después de las vacaciones de medio año, previstas entre el 29 de junio y el 10 de julio de 2020, siempre y cuando la situación de la pandemia lo permita. El Ministerio de Ambiente y Energía, por su parte, anunció un plan para la reapertura de 12 Parques Nacionales del país, con ciertas medidas para prevenir la expansión del virus como el ingreso limitado de personas y otras dinámicas. También se anunció la reapertura de todas las playas del país entre las 5 y 8 de la mañana, entre semana, y con solo fines deportivos, no recreativos.También, el Ministerio de Salud anunció que se permitirá el retorno de las actividades físicas recreativas que no impliquen contacto físico directo entre personas, al tiempo que se va a permitir el regreso de actividades como el campeonato de fútbol y de otras disciplinas de alto rendimiento, que siempre deberán operar a puerta cerrada. Por último, el Instituto Costarricense de Turismo anunció la reapertura de hoteles, pero solamente con un 50% de su capacidad total y con un máximo de 20 habitaciones reservadas al mismo tiempo.
Por otra parte, el Ministerio de Obras Públicas y Transportes anunció nuevas medidas con respecto a la restricción vehicular sanitaria, donde de lunes a viernes se ejercerá la restricción de las 10 de la noche a 5 de la mañana del día siguiente, y los fines de semana de 7 de la noche a 5 de la mañana del día siguiente. Además, se mantiene la restricción a nivel nacional por número de placas. 
El 14 de mayo de 2020, 52 diputados de la Asamblea Legislativa de Costa Rica firmaron una carta dirigida a la Organización Panamericana de la Salud (OPS), en la cual se piden acciones “urgentes y contundentes” ante la situación del COVID-19 en Nicaragua, ya que, según los legisladores, "el gobierno de Nicaragua ha manejado temerariamente la crisis sanitaria por el COVID-19", por lo que denuncian que podría tener efectos negativos en los países vecinos, incluyendo a Costa Rica.

### Junio de 2020
El 3 de junio de 2020, la Caja Costarricense del Seguro Social anunció que la primera paciente tratada con plasma convaleciente ya fue dada de alta. Se trató de una mujer, y vecina de Santa Cruz. Por otra parte, el Ministerio de Salud ante el repunte de casos en el país, anunció que decretaría una alerta naranja en cinco distritos de cuatro cantones del país, todos fuera del Gran Área Metropolitana y que se encontraban experimentando un repunte de casos: Cariari de Pococí, Peñas Blancas de San Ramón, el distrito central de Cañas, Bebedero de Cañas, y Las Juntas de Abangares. Estos distritos deberían sujetarse a la restricción vehicular diferenciada.

## Consecuencias

### Economía
El 25 de marzo de 2020, la Cámara de Comercio de Costa Rica y la Federación de Cámaras de Comercio del Istmo Centroamericano (FECAMO) informaron que alrededor del 3% de las empresas redujeron su fuerza laboral, y se proyectó que dicha cifra crecería aproximadamente en un 55% en un mes. Otras proyecciones pronosticaron un 18% de operaciones suspendidas y un 11% de cierres definitivos.
El 26 de marzo de 2020, la Cámara de Restaurantes y Bares de Costa Rica (CACORE) informó que 109 000 trabajadores fueron despedidos por la crisis causada por la pandemia, y el 42% (7 980) de las empresas afiliadas estaban cerradas.
El 14 de abril de 2020, el Ministerio de Trabajo y Seguridad Social reportó que los salarios de 19 782 empleados formales han sido afectados por la crisis causada por la pandemia. De estos empleados, a 9 918 les fueron suspendidos sus contratos laborales 9 864 les fueron reducidas sus jornadas laborales.

### Turismo
El 25 de marzo de 2020, el Instituto Costarricense de Turismo (ICT) declaró un estado de emergencia y de calamidad total en el sector turístico; se espera una temporada de cero visitantes durante al menos tres meses.
El 15 de abril de 2020, el ICT anunció la elaboración de un nuevo plan para la reactivación del sector turístico tras la pandemia. El plan se conforma por tres fases, considerando que la reactivación está subordinada, en primer, lugar a la salud de la población frente al nuevo coronavirus y entrará en acción una vez que las medidas sanitarias así lo permitan y se reabran las fronteras. Las tres áreas de trabajo las componen los turistas (nacionales y extranjeros); el tejido empresarial de la industria turística costarricense; y los profesionales del sector turismo.

## Vacunación
Costa Rica ha desarrollado una campaña de vacunación en seis fases que incluyen el siguiente orden de prioridad: (1) el personal y los residentesde hogares jeriátricos, los socorristas y el personal sanitario, (2) la población de edad avanzada de Costa Rica, definida aquí como las personas de 58 años o más, (3) las personas de 16 a 58 años con factores de riesgo, (4) los profesores u otro personal del Ministerio de Educación, las personas encarceladas y el personal judicial, (5) los estudiantes de ciencias de la salud y los técnicos afines en el ámbito clínico, las personas de 40 a 57 años sin ninguno de los factores de riesgo mencionados, pero cuyo trabajo los expone al contacto con otras personas, (6) todo el resto de adultos. Costa Rica, junto con Panamá y El Salvador, lidera  la lucha de vacunación contra el Covid-19 en Centroamérica. Al 21 de junio de 2021, 14,54 personas por cada 100 habitantes están totalmente vacunadas. Costa Rica tiene un suministro de vacunas de cinco millones de dosis que cubren el 49,1% de la población. El país ha adquirido cuatro millones de dosis de la vacuna de BioNTech/Pfizer y ha recibido un millón de dosis de AstraZeneca/Oxford, de las cuales 132.000 han sido asignadas a través del mecanismo COVAX, una iniciativa mundial que tiene como objetivo el acceso equitativo a las vacunas Covid-19. A diferencia de muchos países latinoamericanos, Costa Rica no ha recibido donaciones de vacunas por parte de China. Aunque China ha ejercido la diplomacia de vacunación con sus aliados en la región, Costa Rica no depende de las respectivas vacunas a pesar de los intactos lazos diplomáticos.